# Neukaledonien
Neukaledonien (französisch Nouvelle-Calédonie) ist eine zu Frankreich gehörende Inselgruppe im südlichen Pazifik. Geografisch gehören die Inseln zu Melanesien. Neukaledonien hat den Sonderstatus einer Collectivité sui generis nach den Artikeln 76 und 77 der französischen Verfassung. Es gehört nicht zum Gebiet der Europäischen Union und nicht zum Schengen-Raum, sondern zu den mit der Europäischen Union assoziierten Überseeischen Ländern und Hoheitsgebieten.

## Name
Der heutige französische Name leitet sich ebenso wie die gelegentlich anzutreffende deutsche Bezeichnung Neuschottland von der älteren englischen Bezeichnung New Caledonia her, die auf James Cook zurückgeht. Er verlieh der Insel den Namen, da ihn das Aussehen des Nordostens der Hauptinsel an Schottland erinnerte. Er nutzte die römische Bezeichnung Caledonia; die im Mittelalter gebräuchliche lateinische Bezeichnung Scotia konnte er nicht verwenden, da die schottische Kolonie an der Ostküste Kanadas seit 1621 den Namen Nova Scotia trug.
Kanaky (auch Kanakie geschrieben) ist der Name, den die Unabhängigkeitsbewegung seit den 1970er Jahren Neukaledonien gegeben hat, und leitet sich vom hawaiianischen Wort kanaka (bedeutet „Mann“) ab. Der Begriff wurde von Roselène Dousset-Leenhardt geprägt, der Tochter des Pfarrers Maurice Leenhardt. Der Name „Kanak“ bezieht sich heute auf die Melanesier dieses Archipels. Die Kanakische und Sozialistische Nationale Befreiungsfront (FLNKS) fordert seit 1984 die offizielle Umbenennung Neukaledoniens in Kanaky und die Gründung eines unabhängigen Staates unter diesem Namen, während die Bevölkerungsgruppen der Nicht-Kanak, welche die Mehrheit bilden, den Namen Neukaledonien (Nouvelle-Calédonie) bevorzugen.

## Klima, Physische und Politische Geographie

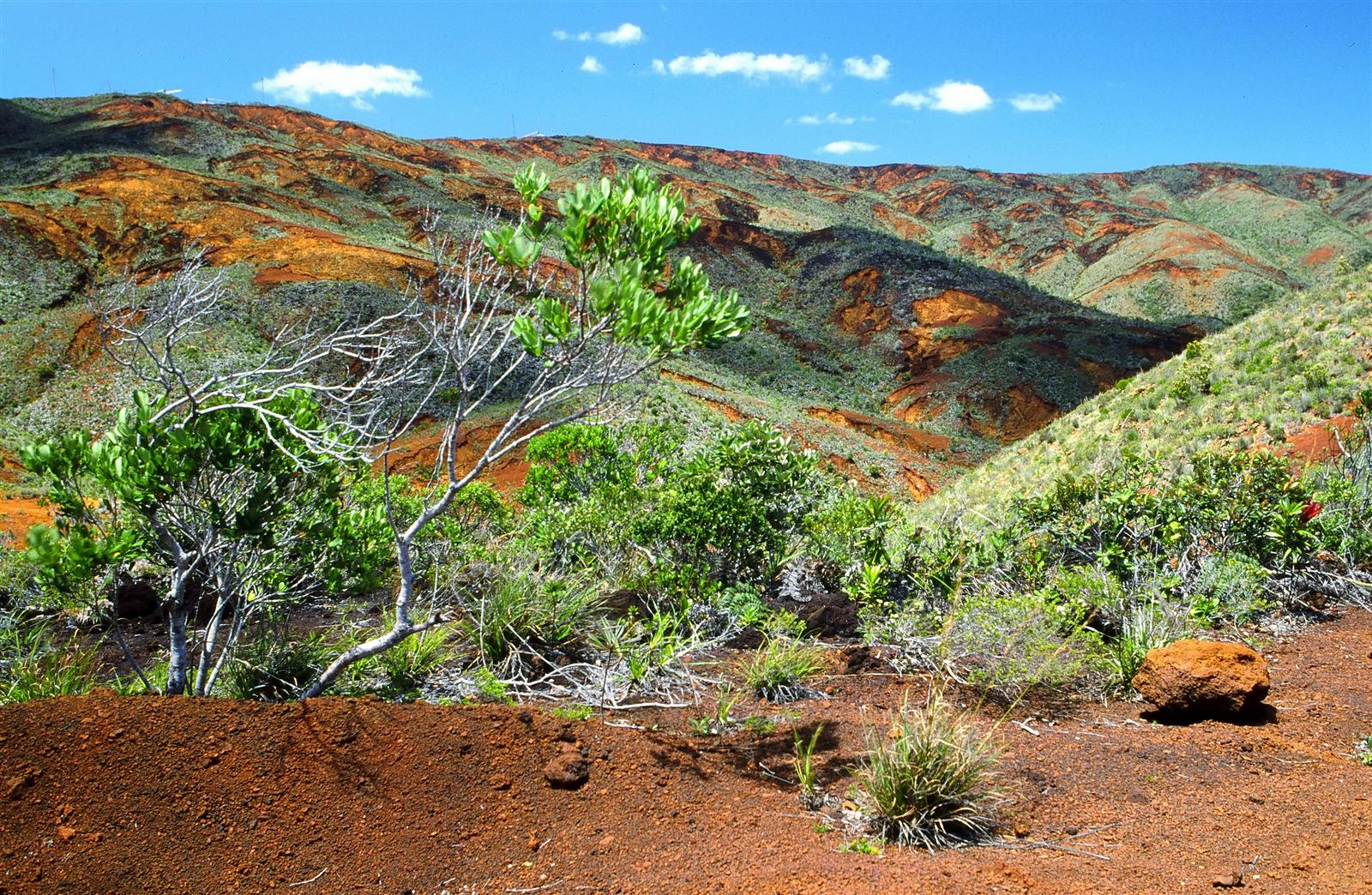
Typische Landschaft im Süden der „Grande Terre“, der Hauptinsel

### Physische Geographie und Klima
Neukaledonien befindet sich östlich von Australien auf der nördlichen Spitze des Zealandia-Schelfs im südwestlichen Pazifischen Ozean. Die Fläche der Inseln beträgt 18.576 km², davon sind 18.091 km² Landfläche und 485 km² Wasserfläche. Die Hauptinsel Grande Terre ist mit 16.372 km² die mit Abstand größte Insel der Gruppe. Zu Neukaledonien gehören des Weiteren noch die Belep-Inseln und die Île Baaba im Norden, die Île Balabio im Nordosten, die Loyalitätsinseln im Osten, die Île des Pins im Südosten, die Île Ouen an der Südspitze, die Atolle Chesterfield und Bellona abgelegen im Westen sowie die Atolle und Riffe der Récifs d’Entrecasteaux im Nordwesten. Die Küstenlinie hat eine Gesamtlänge von 2254 km.
Die höchsten Punkte der Inseln sind der Mont Panié mit 1628 m im Norden und der Mont Humboldt mit 1618 m im Süden von Grande Terre. Um die Hauptinsel herum liegt das Neukaledonische Barriereriff, nach dem Great Barrier Reef und zusammen mit dem Belize Barrier Reef einer der größten Korallenriffkomplexe der Welt. Seit 2008 gehört das Neukaledonische Barriereriff zum Weltnaturerbe der UNESCO. Jenseits des Barriereriffs beginnt der rund 1,3 Mio. km² große Naturpark Korallenmeer. Längster Fluss ist der ca. 90 km lange Diahot, größter See ist der 22 km lange Stausee Lac de Yaté. Von den zahlreichen Karsthöhlen der Inseln ist die 11.410 m lange Grotte de Hnanawae die größte.
Neukaledonien liegt zwischen dem 19. und 23. südlichen Breitengrad und damit am Rand der tropischen Klimazone. Die mittleren Temperaturen auf den Inseln liegen das ganze Jahr zwischen 20 und 30 °C. Der längs über die Hauptinsel verlaufende Gebirgszug teilt Neukaledonien in einen humiden Osten (inklusive der östlich der Hauptinsel gelegenen Inseln) und einen im Regenschatten liegenden eher ariden Westen. Die relativ kühle trockene Zeit dauert von Mitte Mai bis Mitte September, die Regenzeit von Mitte November bis April. Die Ostseite der Insel erhält ca. 2500 bis 4000 mm Regen pro Jahr, die Westseite (Lee) generell weniger als 1500 mm, so z. B. Ouaco etwa 800 mm. In sehr trockenen Jahren gibt es mancherorts lediglich 250 bis 300 mm Niederschlag.
Größte Stadt ist die Hauptstadt Nouméa mit knapp 91.000 Einwohnern. Im direkten Einzugsgebiet des Grand Nouméa (Païta, Dumbéa und Mont-Dore) leben nach letzten Angaben (Volkszählung 2009) 163.723 Einwohner.

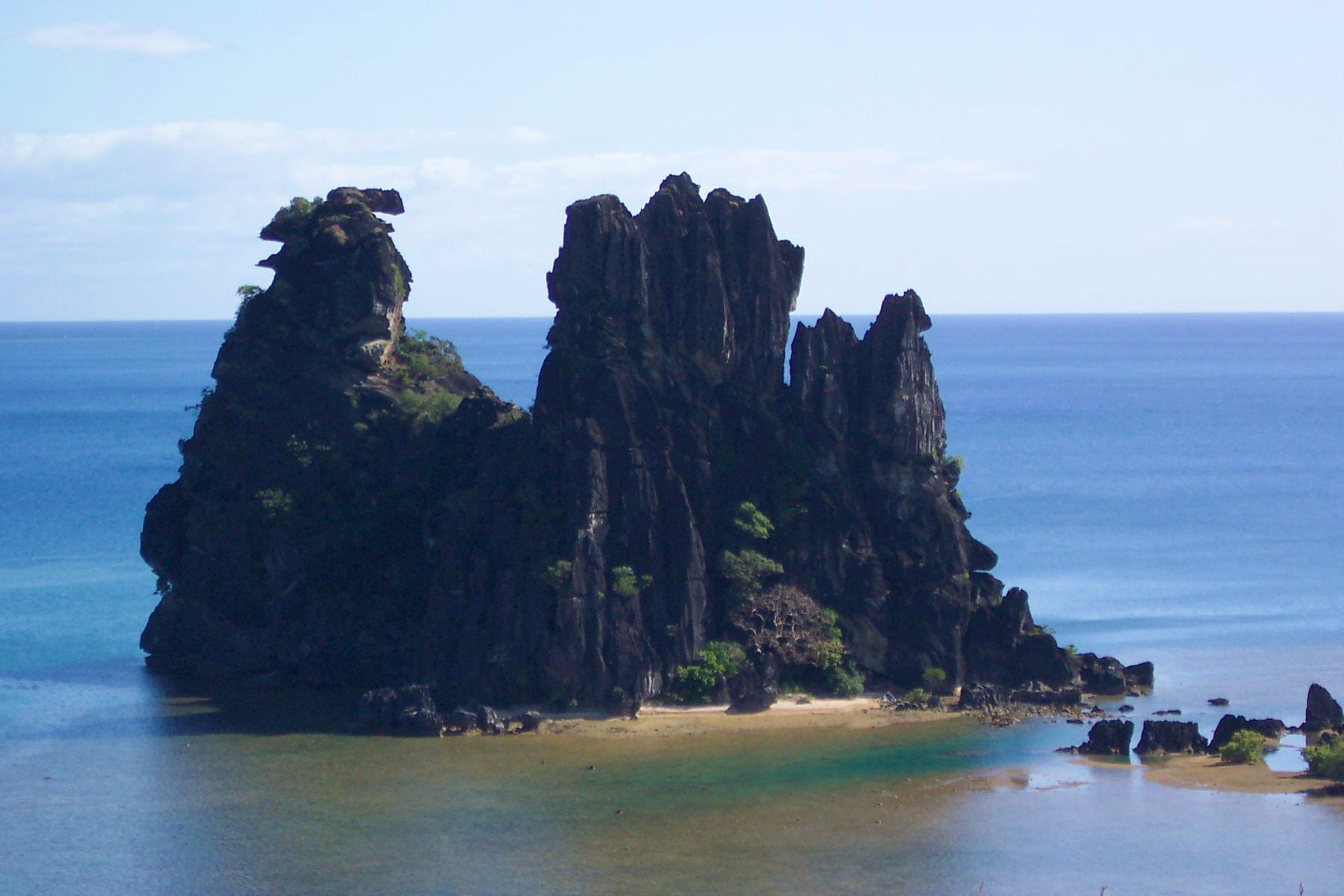
„La Poule“ („Das Huhn“) bei Hienghène
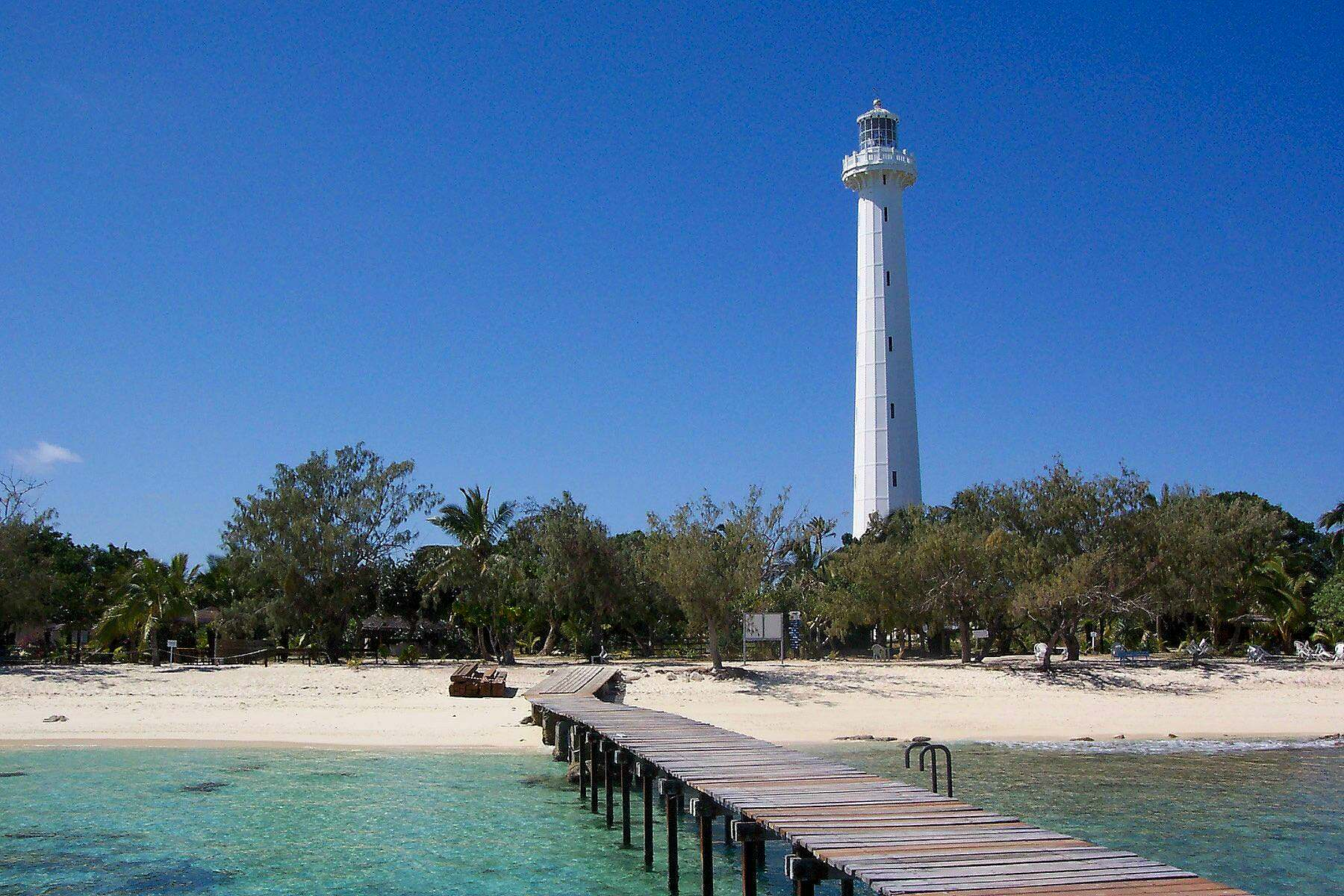
„Le phare Amédée“ („Amédée-Leuchtturm“) in der Nähe von Nouméa
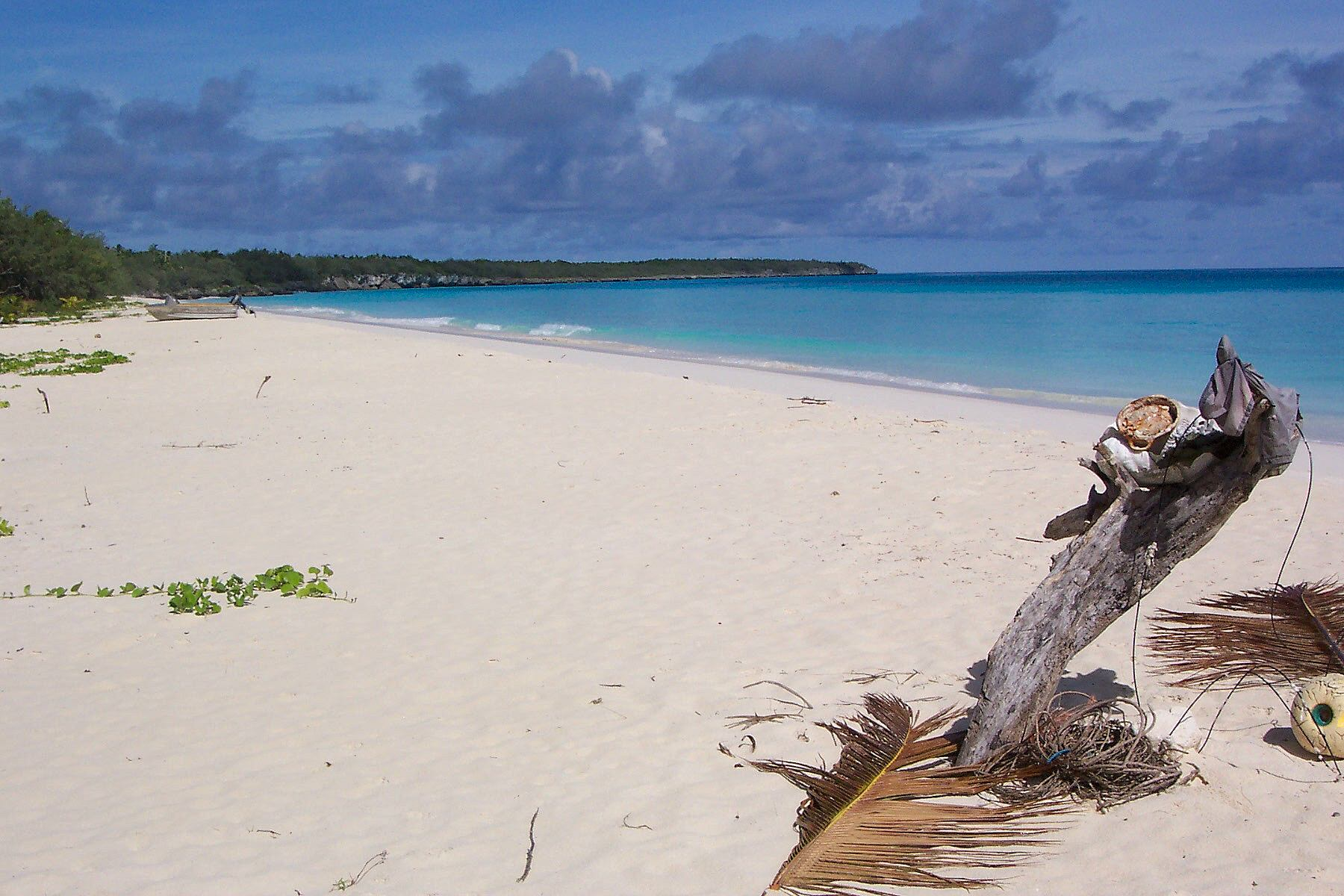
Strand auf dem Ouvéa-Atoll
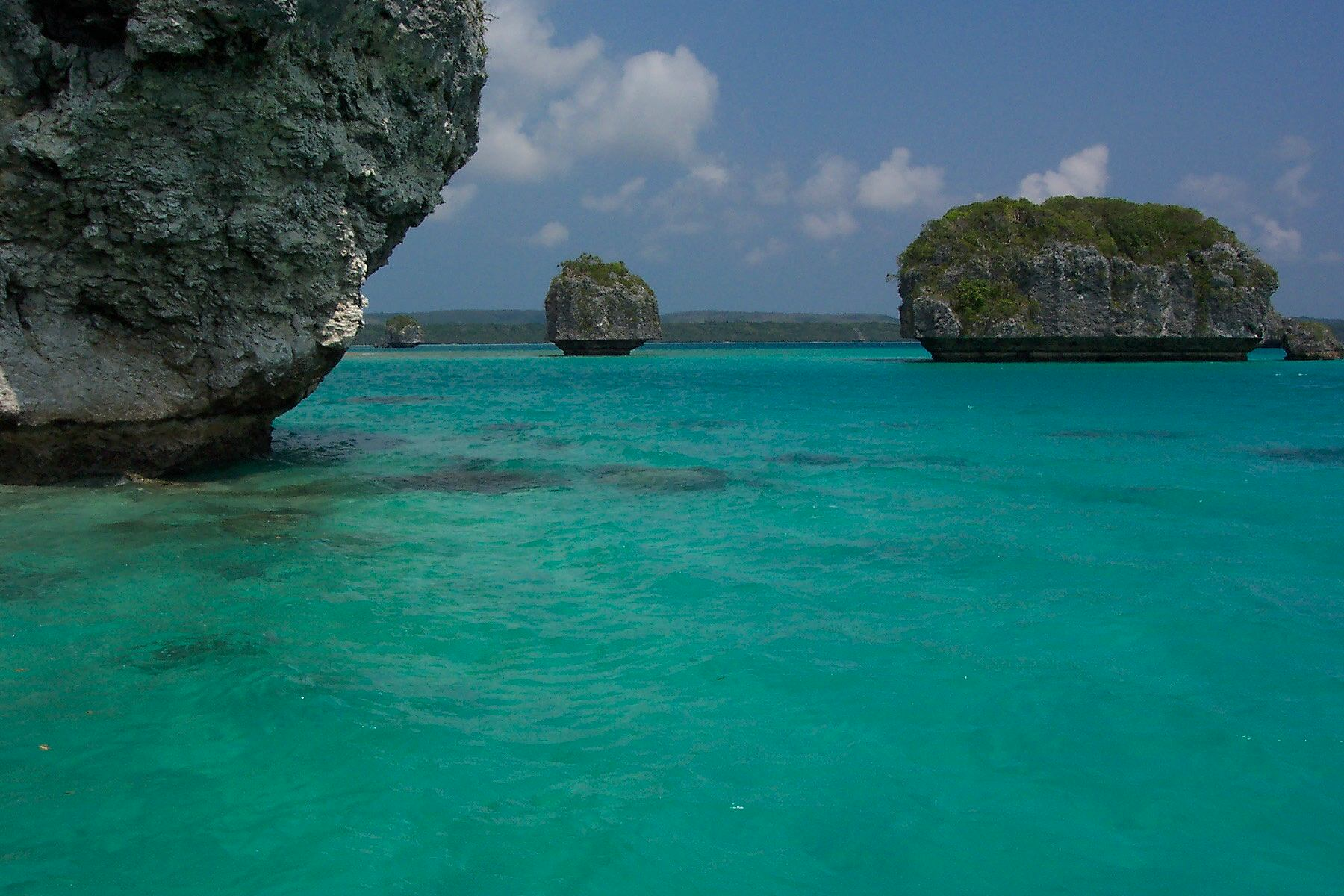
Upi-Bucht auf der Île des Pins
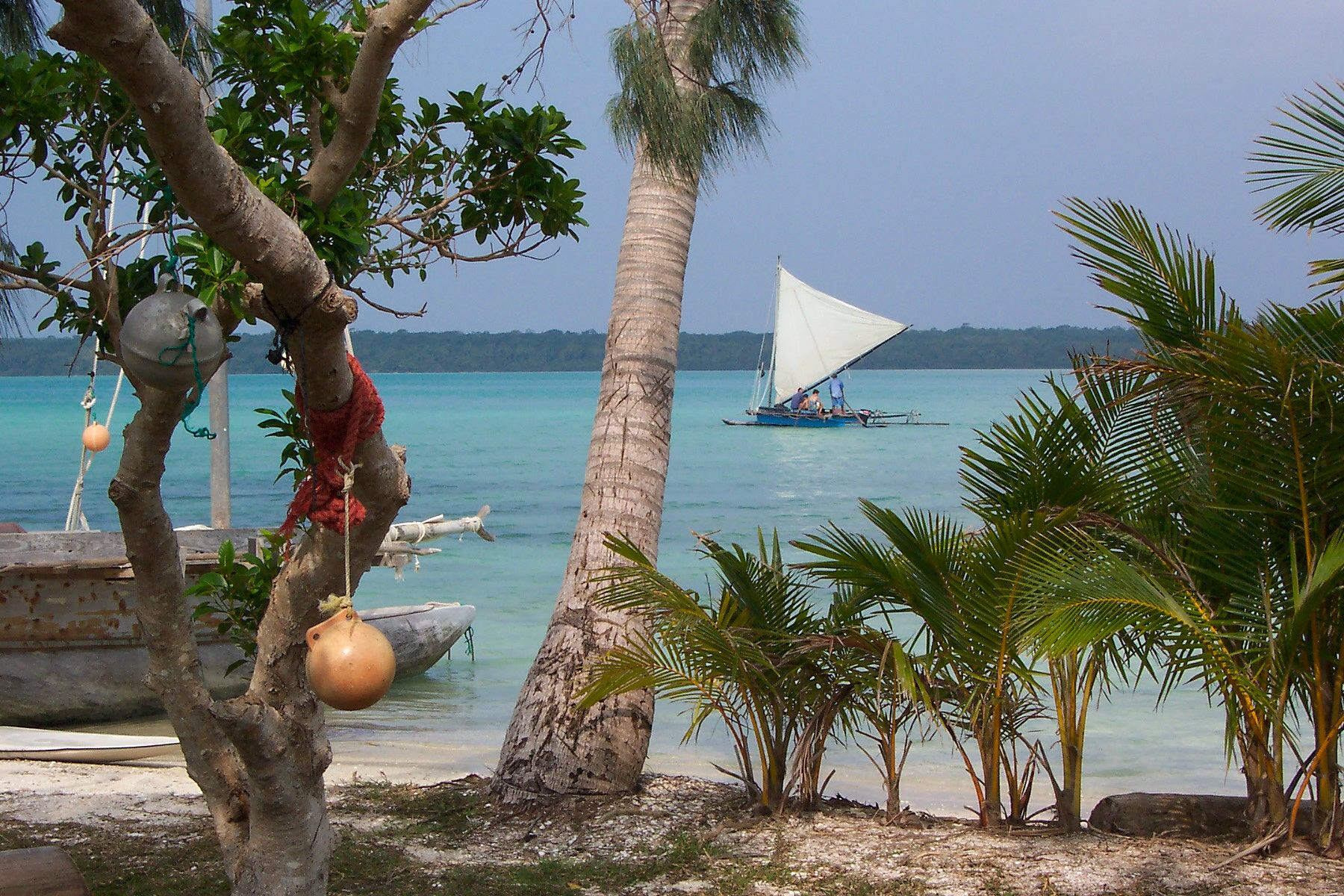
„Baie de Saint-Joseph auf der Île des Pins“
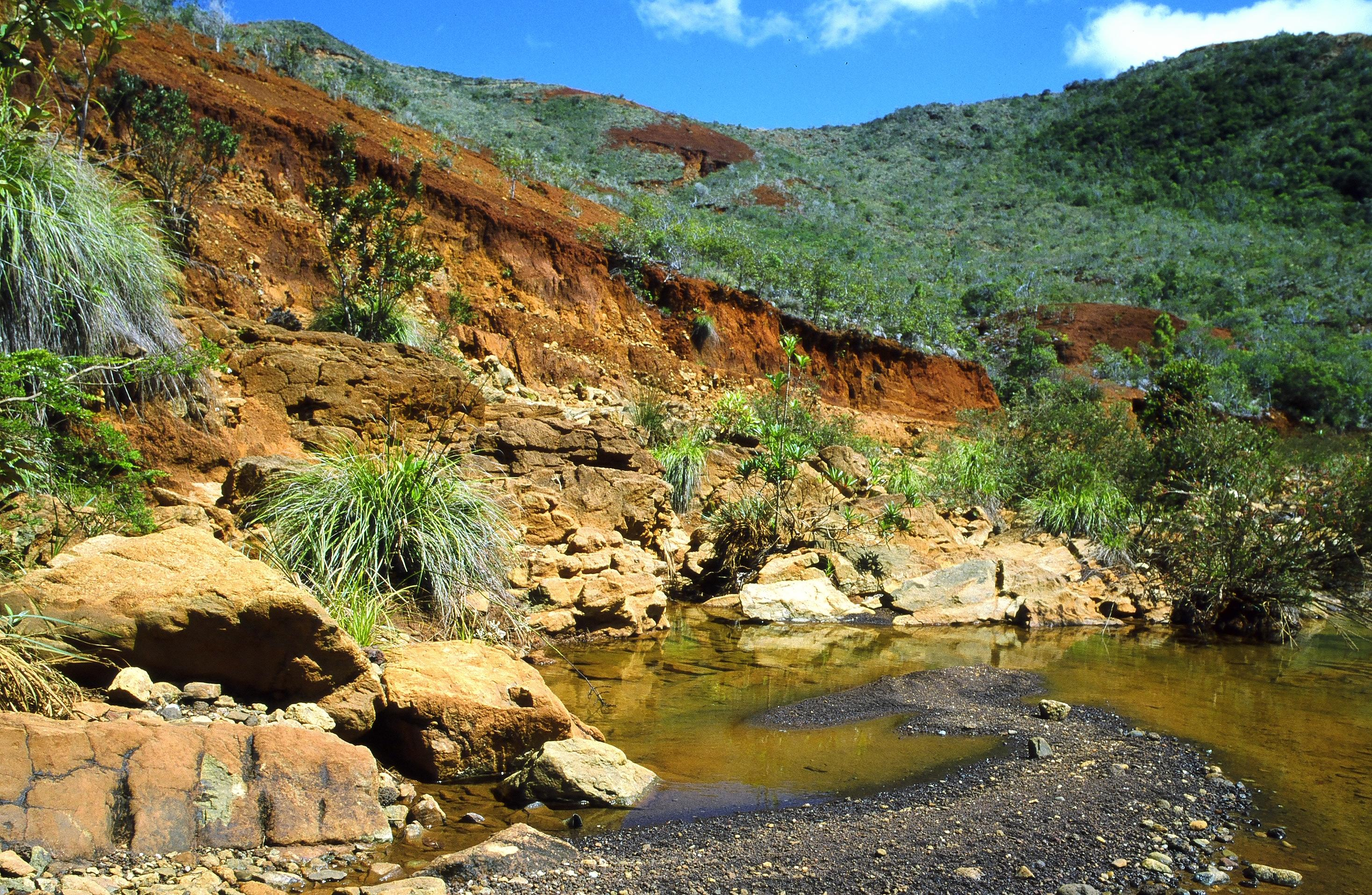
Fluss im Süden Neukaledoniens
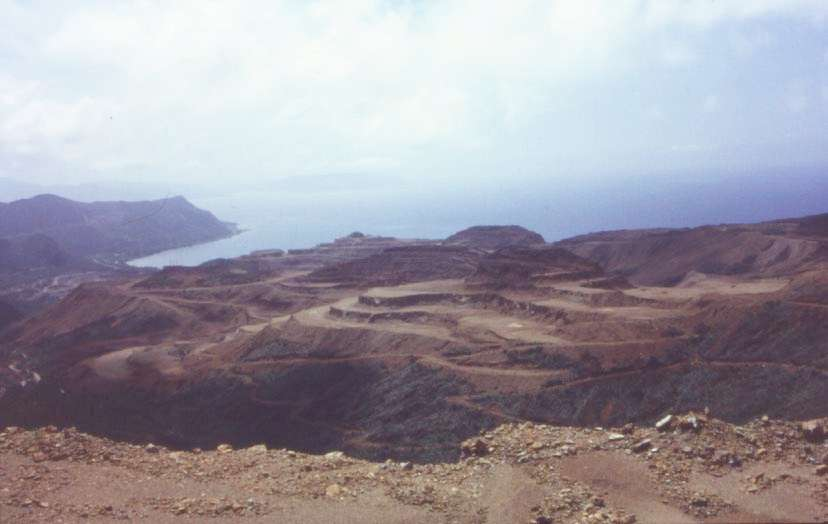
Tagebergbaugebiet bei Kouaoua im Südosten Neukaledoniens
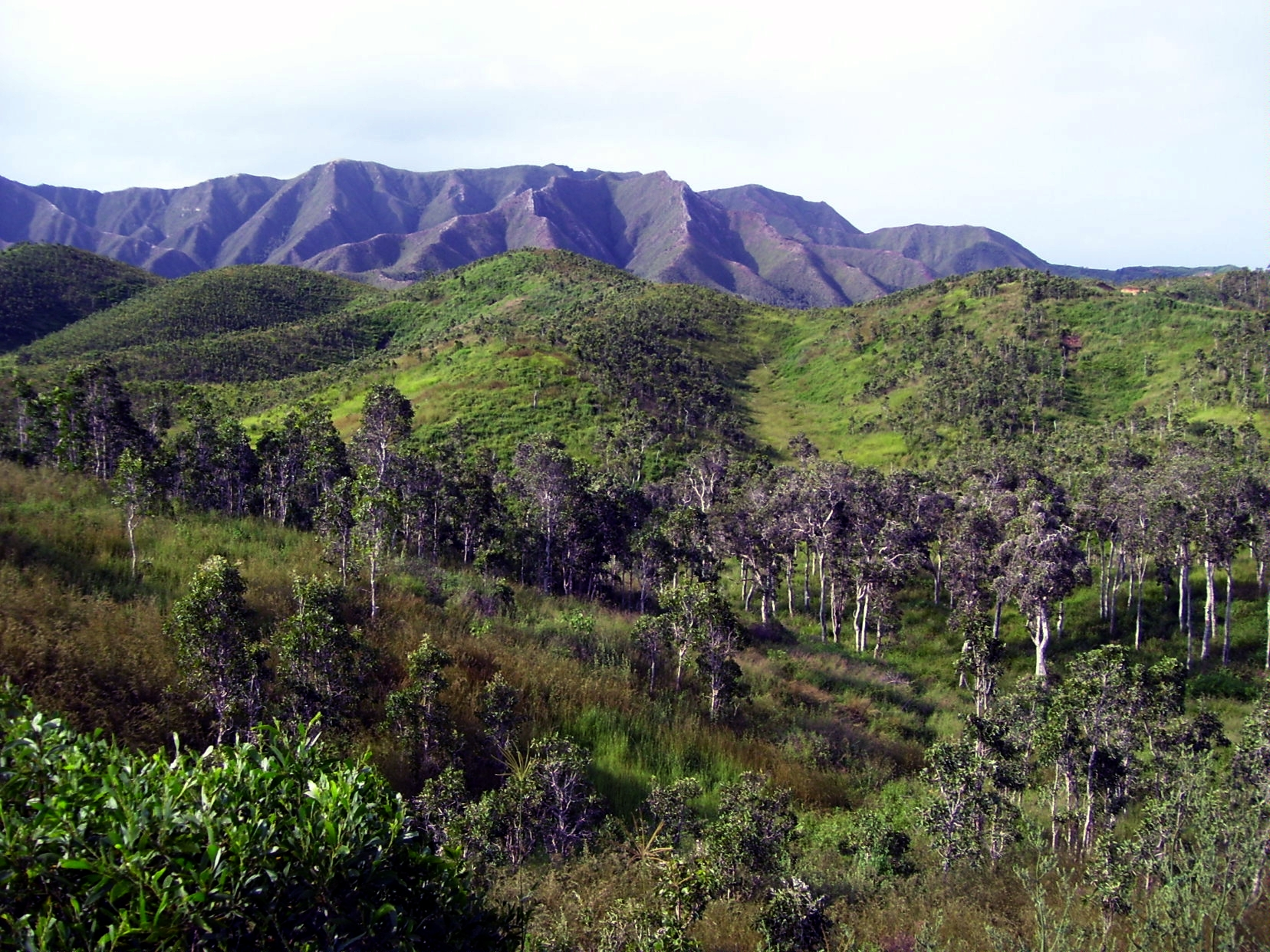
Baumsavanne im Norden der Westküste
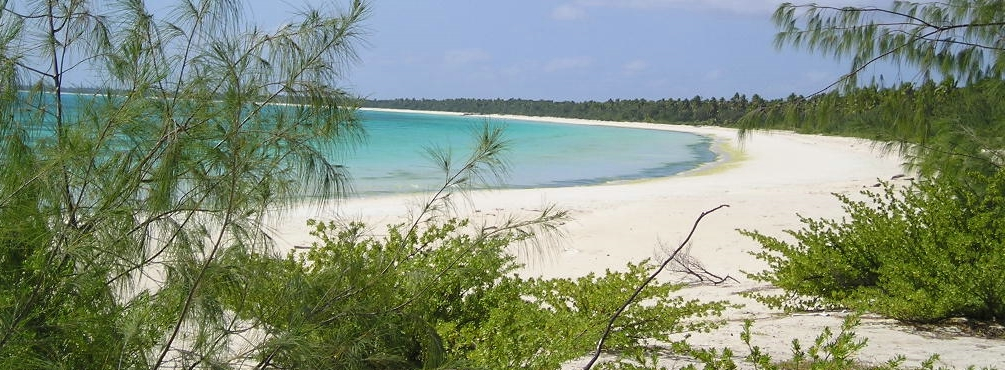
25 km weißer Sandstrand auf Ouvéa
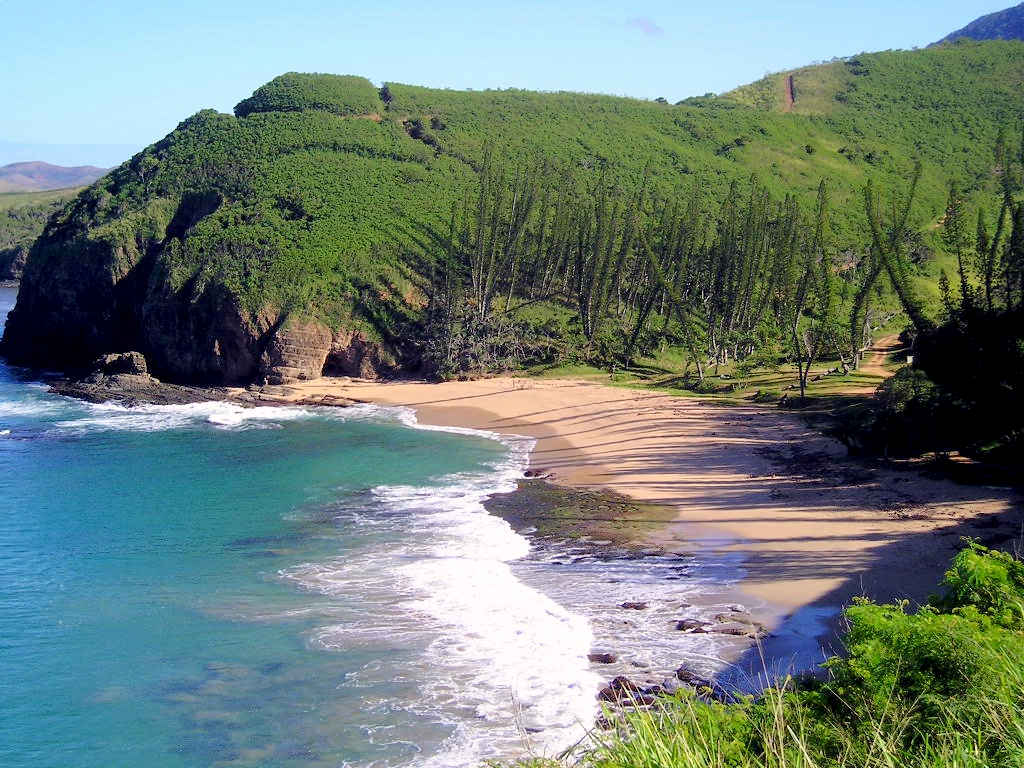
„La Baie des Tortues“ („Schildkrötenbucht“), nahe Bourail

### Politische Geographie
Geostrategisch liegt die Insel nah an Australien und Neuseeland im melanesischen Inselbogen und wird auch als Tor zu Südostasien bezeichnet. Neukaledonien gilt als wichtig für Frankreichs geostrategische Präsenz im Indo-Pazifischen Raum. Frankreich transferiert 1,3 Milliarden Euro jährlich in die öffentlichen Kassen Neukaledoniens.
Frankreich hat eine ständige Präsenz von rund 1200 Soldaten aller Truppengattungen und der Gendarmerie auf Neukaledonien. An drei Orten ist die französische Marineinfanterie (RIMAP-NC) stationiert; in Nouméa befindet sich die Marinebasis „Pointe Chalaix“ und bei Apron, nahe dem Flughafen La Tontouta wird der Luftwaffenstützpunkt Nouméa betrieben.
Unter dem französischen Überseeterritorium liegen etwa 25 Prozent der weltweiten Nickel-Reserven. Der Rohstoff wird im 21. Jahrhundert zunehmend wichtig für die Produktion von Akkumulatoren, Batterien, Mobiltelefonen und Flachbildschirmen. Die Insel macht Frankreich zum fünftgrößten Nickel-Exporteur der Welt. Beobachter gehen davon aus, dass bei einem Rückzug Frankreichs die Volksrepublik China schnell versuchen würde, Einfluss in Neukaledonien zu gewinnen, um an die Nickel-Vorräte zu gelangen. Zudem plant China, Häfen in Vanuatu und Papua-Neuguinea zu bauen. Dies wäre laut Beobachtern nicht mehr notwendig, wenn China Einfluss auf Neukaledonien hätte.

## Flora und Fauna

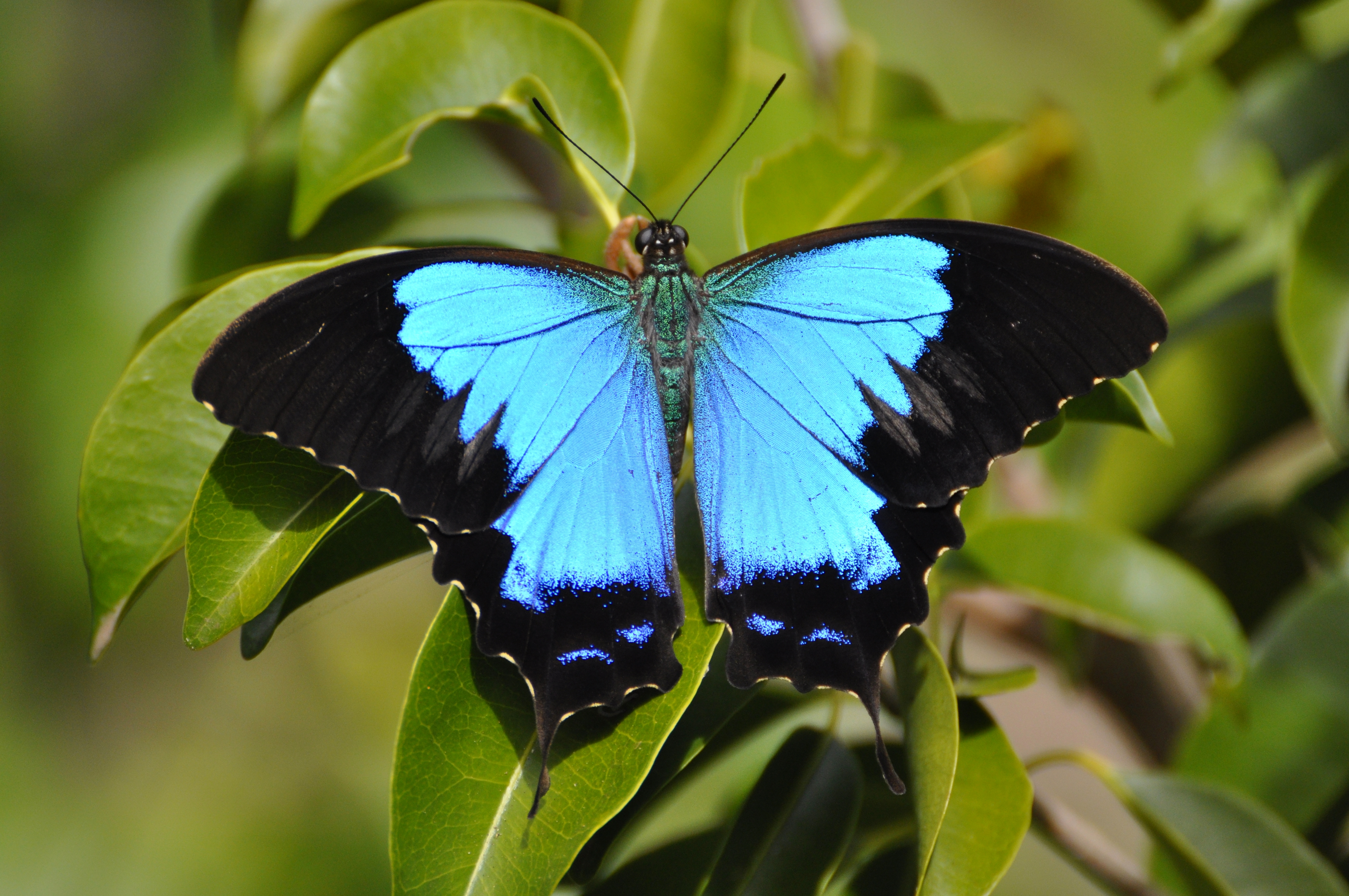
Endemischer Schmetterling Papillon bleu calédonien

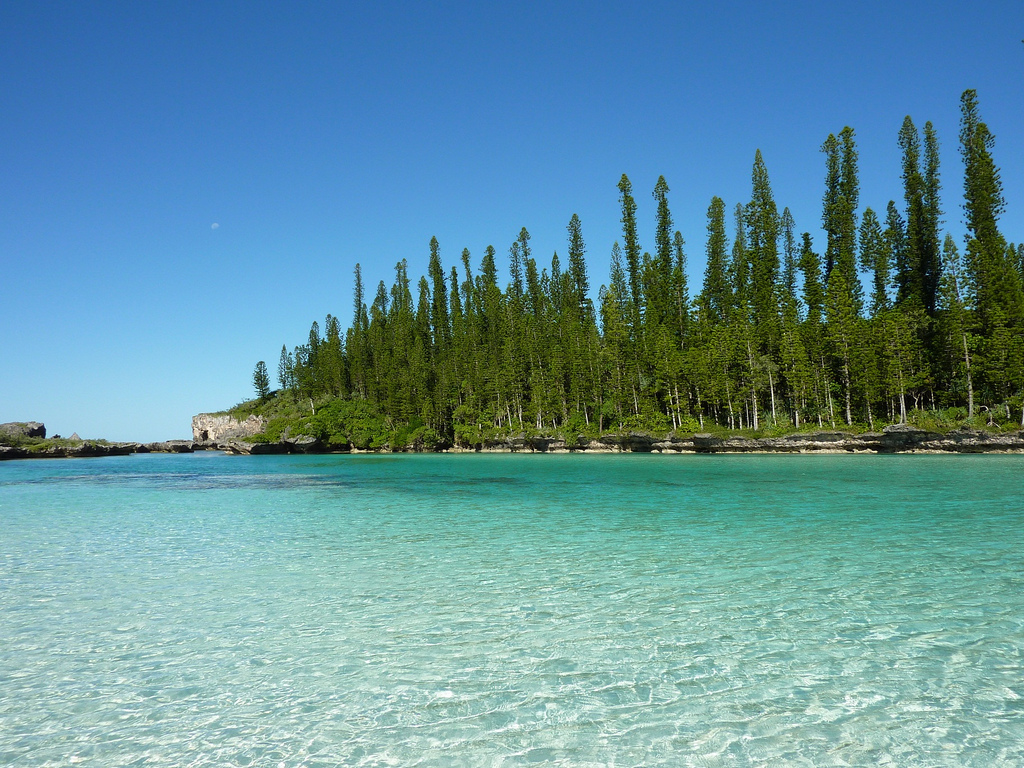
Eine Baumgruppe der
Araucaria columnaris

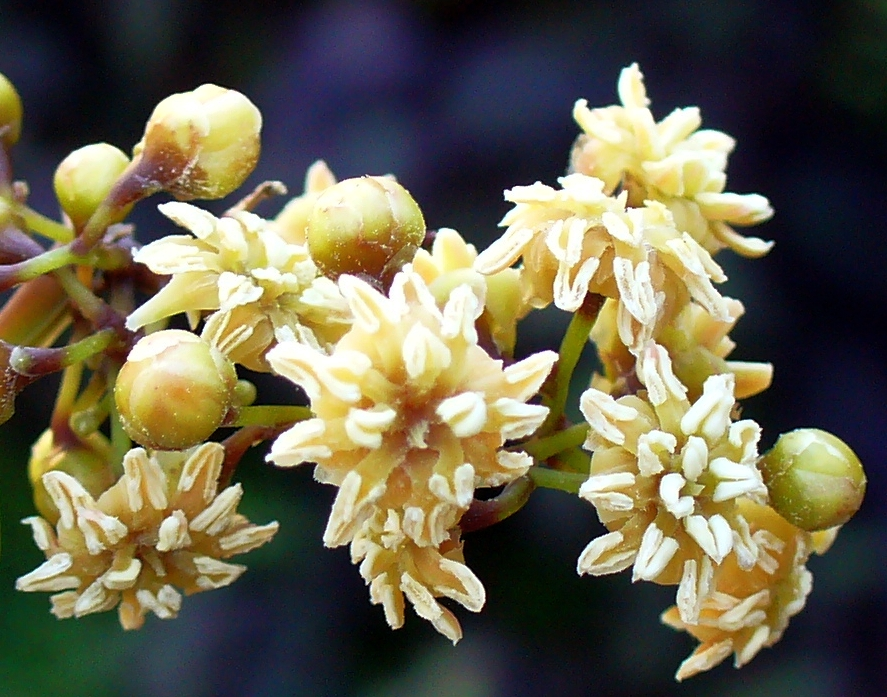
Blüte der Amborella trichopoda

Die Vegetation besteht im Osten aus tropischen Regenwäldern und im Westen aus Trockenwäldern. Im Süden existiert eine gebüschartige Bergbaufolgevegetation, die aus metallresistenten Pflanzen besteht.
Die Flora und Fauna Neukaledoniens weisen einen sehr hohen Grad an Endemismus auf. Viele Arten sind bedroht oder schon ausgestorben, etwa die gehörnte Riesenschildkröte Meiolania platiceps, das terrestrische Krokodil Mekosuchus inexpectatus oder der große flugunfähige Vogel Sylviornis neocaledoniae. Die nicht wirksam genug bekämpften Buschfeuer spielen dabei eine wichtige Rolle. Es gibt 23 endemische Vogelarten, wie der Neukaledonien-Allfarblori (Trichoglossus haematodus deplanchii), die grüne und gelbe Spaltschwingentaube (Drepanoptila holosericea), die Riesenfruchttaube (Ducula goliath) oder der Nationalvogel Kagu, nach dem sich auch die Neukaledonier selbst bezeichnen. Der Ouveasittich (Eunymphicus uvaeensis) kommt nur auf der Insel Ouvéa vor. Endemisch ist auch die Geradschnabelkrähe (Corvus moneduloides), die wegen ihrer Fähigkeiten zu Herstellung und Gebrauch von Werkzeugen als der klügste Vogel der Welt gilt. Die einzigen endemischen Säugetiere sind Fledertierarten wie der Neukaledonien-Langschwanzflughund oder der Schmuckflughund. Zu den eingeführten Wildtieren gehört der Mähnenhirsch. Außerdem ist auf Neukaledonien einer der größten Geckos der Welt endemisch, der Neukaledonische Riesengecko. Es gibt 46 Gymnospermen-Arten (45 endemisch, 7 Prozent der Gymnospermarten der Welt). Neukaledonien weist eine hohe Artendichte an Bäumen auf. So finden sich hier 18 endemische Koniferenarten aus der Familie der Araukariengewächse (5 aus der Gattung Agathis, 13 weitere aus der Gattung Araucaria). Weiterhin gibt es 260 Farnarten (26 Familien, 83 Gattungen), von denen 105 Arten endemisch sind.
Endemische Pflanzenarten sind zum Beispiel:
- Amborella trichopoda (Amborellaceae, eine Art bildet die gesamte Pflanzenfamilie)
- Strasburgeria robusta (Strasburgeriaceae, eine Art bildet die gesamte Pflanzenfamilie)
- Oxera robusta (Lamiaceae, eine Art des Genus Oxera gibt es auf Vanuatu, 20–25 in Neukaledonien)
- Agathis montana (Araucariaceae, A. montana kommt nur am Mont Panie vor).

Statistik:
- 3328 Pflanzenarten (2644 endemisch[10])
  - in 763 Gattungen (14 Prozent endemisch)
    - in 169 Familien (3 Prozent endemisch)
- 547 Monocotyledones (251 endemisch)
  - in 209 Gattungen
    - in 31 Familien
- 2394 Dicotyledones (2009 endemisch)
  - in 498 Gattungen (79 endemisch)
    - in 132 Familien (5 endemisch)

Auf Neukaledonien sind überdurchschnittlich viele ursprüngliche Vertreter der Angiospermen beheimatet, vor allem Arten der Familien Winteraceae, Amborellaceae, Monimiaceae, Annonaceae und Chloranthaceae.
Siehe auch: Parc Provincial de la Rivière Bleue (Naturpark) – Parc Provincial des Grandes Fougères (Naturpark)

## Bevölkerung
| Männer | Alterstufe   | Frauen |
| ------ | ------------ | ------ |
| 0,11   | 90 und älter | 0,24   |
| 0,91   | 80–89        | 1,37   |
| 3,13   | 70–79        | 3,53   |
| 6,61   | 60–69        | 6,46   |
| 9,67   | 50–59        | 9,59   |
| 13,93  | 40–49        | 13,95  |
| 15,7   | 30–39        | 16,22  |
| 14,98  | 20–29        | 14,97  |
| 18,00  | 10–19        | 17,36  |
| 16,96  | 0–9          | 16,30  |

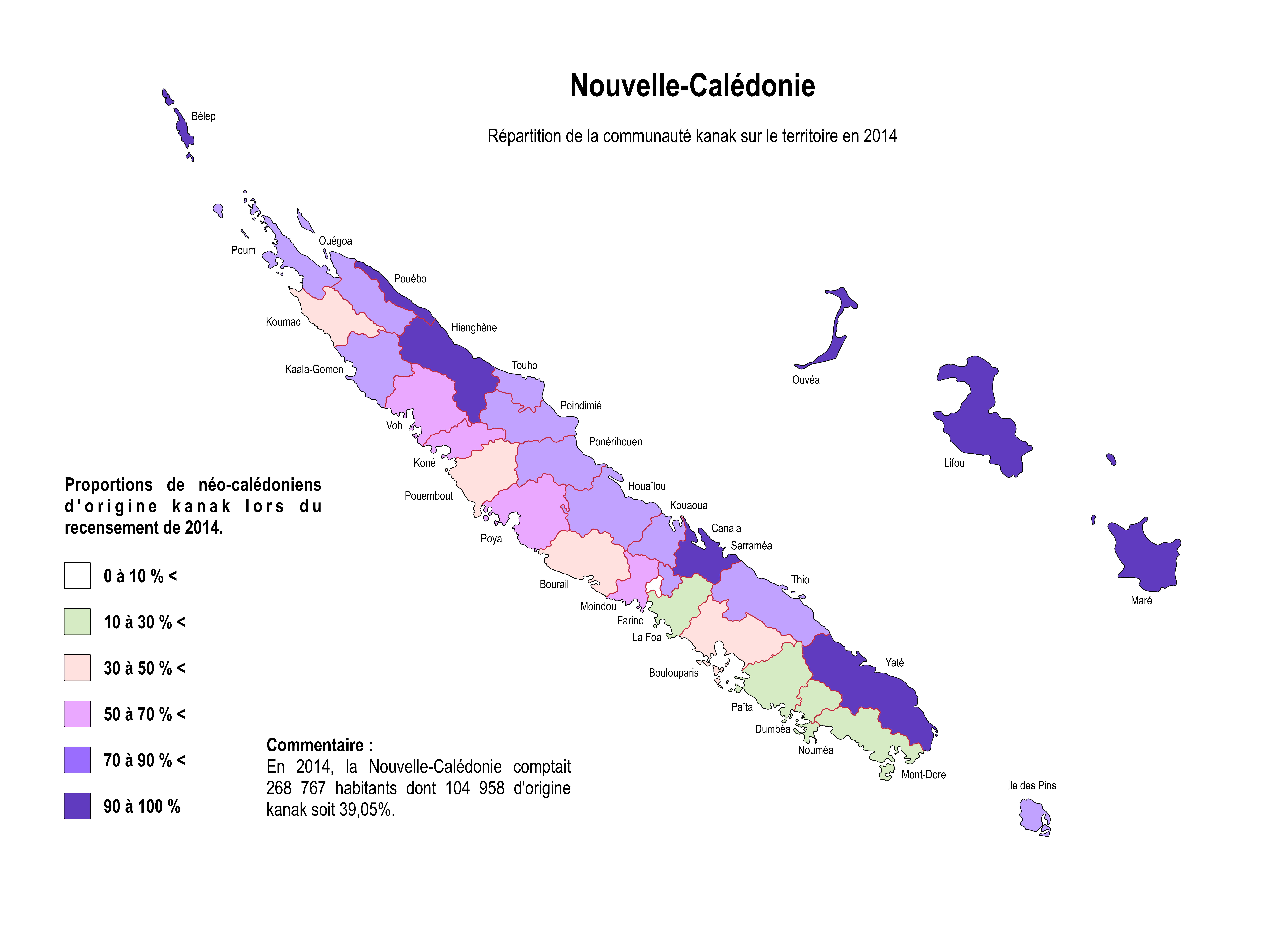
Verteilung der kanakischen Bevölkerung (2014)

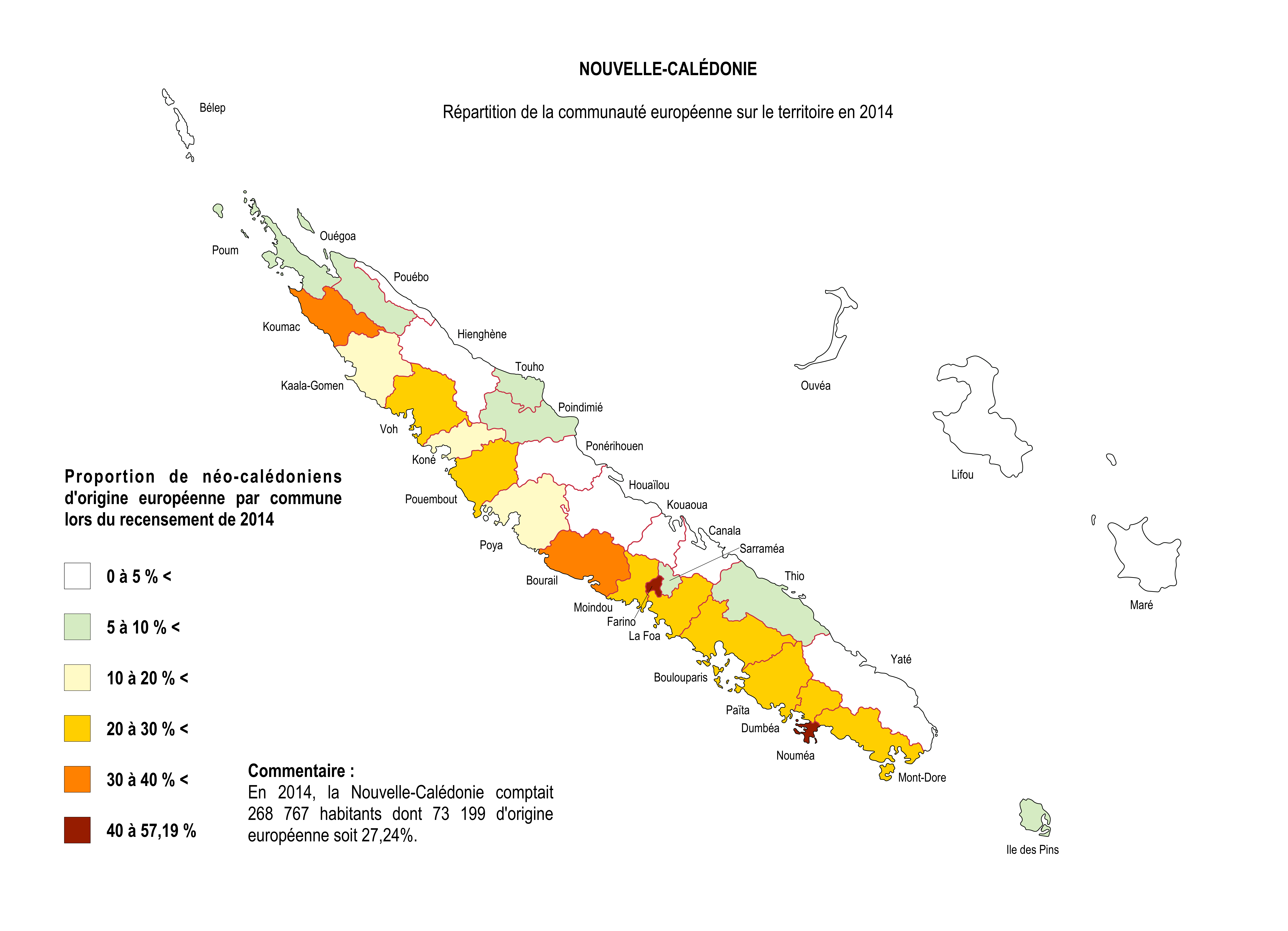
Verteilung der europäischen Bevölkerung (2014)

Die Urbevölkerung der Melanesier oder Kanak bildet mit einem Anteil von rund 41 Prozent der Bevölkerung die größte Bevölkerungsgruppe. Sie konzentriert sich an der Ostküste und auf den kleineren Inseln. Die zweitgrößte Bevölkerungsgruppe stellen die Nachfahren der ersten „Siedler“ aus Frankreich, die Caldoches, zusammen mit den Métropolitains, den französischen Neueinwanderern. Deren Anteil ist aufgrund verstärkter Auswanderung auf 24 Prozent gefallen (Stand 2019). Es gibt viele Einwohner, die ihre Wurzeln in mehreren ethnischen Gruppen haben. Außerdem gibt es viele Menschen unterschiedlicher Herkunft, die aber oftmals schon seit Generationen in Neukaledonien leben und größtenteils französische Staatsbürger sind: Etwa 9 Prozent der Einwohner sind Walliser und Futuner, 2,6 Prozent Tahitianer, 2,5 Prozent Indonesier, 1,4 Prozent Vietnamesen und 1,1 Prozent Ni-Vanuatu.
Die durchschnittliche Lebenserwartung betrug auf Neukaledonien im Jahr 2016 insgesamt 77,7 Jahre (Frauen: 81,9 Jahre / Männer: 73,7 Jahre).

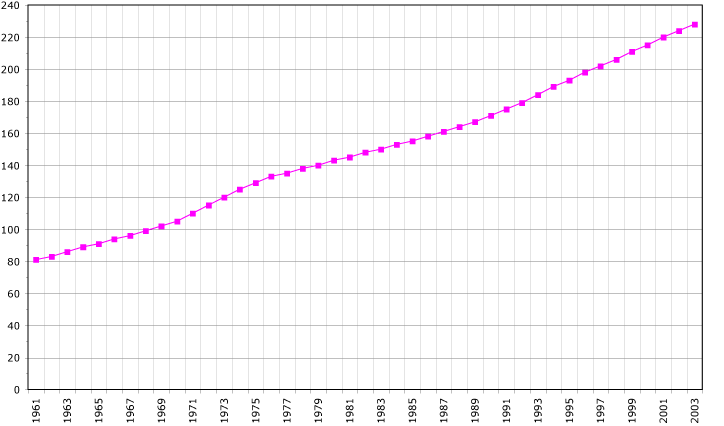
Bevölkerungsentwicklung in Tsd. in Neukaledonien von 1961 bis 2003

 Das Median-Alter der Bevölkerung lag im selben Jahr bei 31,7 Jahren. Eine Frau bekam im Laufe ihres Lebens im Durchschnitt 1,93 Kinder. Auf 1000 Einwohner kamen im Jahr 2017 15,0 Geburten und 5,7 Todesfälle. Die Bevölkerung wächst 2017 mit 1,3 Prozent pro Jahr. Die Geburtenziffer geht immer weiter zurück und nähert sich allmählich der Frankreichs an; sie betrug 1990 noch 25,6 ‰ und lag 2017 bei 14,5 ‰. Das Durchschnittsalter der Mütter, die ihr erstes Kind bekommen, erhöhte sich im gleichen Zeitraum von 24,6 auf 29,5 Jahre.

### Städte und Gemeinden
Größere Städte gibt es nur in der Metropolregion Nouméa. Die kleineren Inseln bilden jeweils eine Gemeinde.
Liste der Gemeinden mit über 2000 Einwohnern:

### Sprachen
Viele Kanaken pflegen in ihren Stämmen weiterhin ihre eigenen Sprachen und Gebräuche. Es werden heute noch etwa 28 dieser Kanak-Sprachen, die dem malayo-polynesischen Zweig der austronesischen Sprachen angehören, in den verschiedenen Stammesgebieten gesprochen. Bei der Erforschung dieser Sprachen in Neukaledonien hat der französische Ethnologe Maurice Leenhardt (1878–1954) Pionierarbeit geleistet. Allerdings spielen die Kanak-Sprachen im Erziehungswesen des Landes nur eine untergeordnete Rolle. Amtssprache ist allein Französisch, das von annähernd allen Bewohnern des Landes gesprochen wird und als Verkehrssprache dient. Die nichtkanakischen Einwanderergruppen sprechen unter sich noch ihre ursprünglichen Sprachen, zum Beispiel Tahitianisch, Wallisianisch, Futunisch, Vietnamesisch, Indonesisch und Englisch.
Gemäß der Volkszählung von 2004 können 97 Prozent der über 14-jährigen Einwohner französisch sprechen, lesen und schreiben, während lediglich 0,97 Prozent keine Französischkenntnisse haben. Dagegen können nur noch 37,1 Prozent der über 14-Jährigen eine der einheimischen austronesischen Sprachen zumindest sprechen (aber nicht unbedingt lesen und schreiben), während 58,7 Prozent keine Kenntnisse einer indigenen Sprache haben.

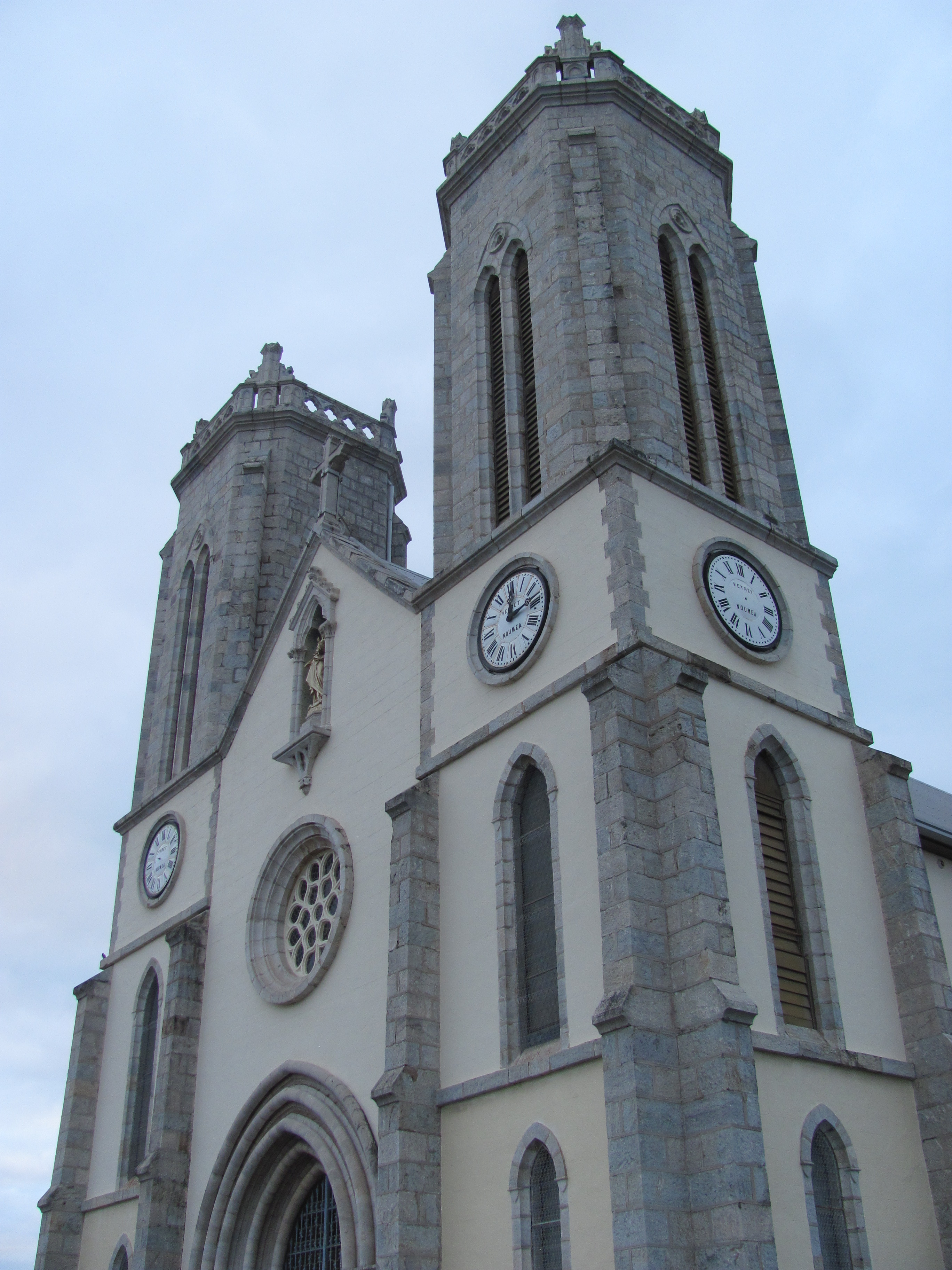
Die Kathedrale Saint Joseph in Nouméa

Die sprachlich-kulturelle Vielfalt des Landes steht heute unter Druck. Von den Sprachen, die vor der Kolonisierung gesprochen wurden, existieren heute noch 28 Sprachen und 11 Dialekte. Allerdings ist die Sprecherzahl der meisten dieser
Sprachen auf einige Tausend oder weniger gesunken. Am meisten Sprecher haben die drei Sprachen Drehu, Nengone und Paicî. Die einheimischen Sprachen werden nur zur Kommunikation innerhalb der Sprechergemeinde verwendet. Für die Kommunikation zwischen den verschiedenen Sprachgruppen ist Französisch die Regel.
Die einheimischen Sprachen werden heute an den Grundschulen unterrichtet und vier dieser Sprachen sind auch zum Abitur (baccalauréat) zugelassen. Eine Akademie ist damit beauftragt, die einheimischen Sprachen zu fördern und weiterzuentwickeln.

### Religion
Die einheimischen Religionen der einzelnen melanesischen Volksgruppen sind weitgehend verloren gegangen. Ein Großteil der Bevölkerung ist inzwischen christlich. Etwa 60 Prozent der Einwohner sind römisch-katholische Christen, die zum Erzbistum Nouméa gehören, und 30 Prozent Anhänger protestantischer Kirchen. Andere Glaubensrichtungen und Konfessionen machen 10 Prozent der Gesamtbevölkerung aus.

## Geschichte

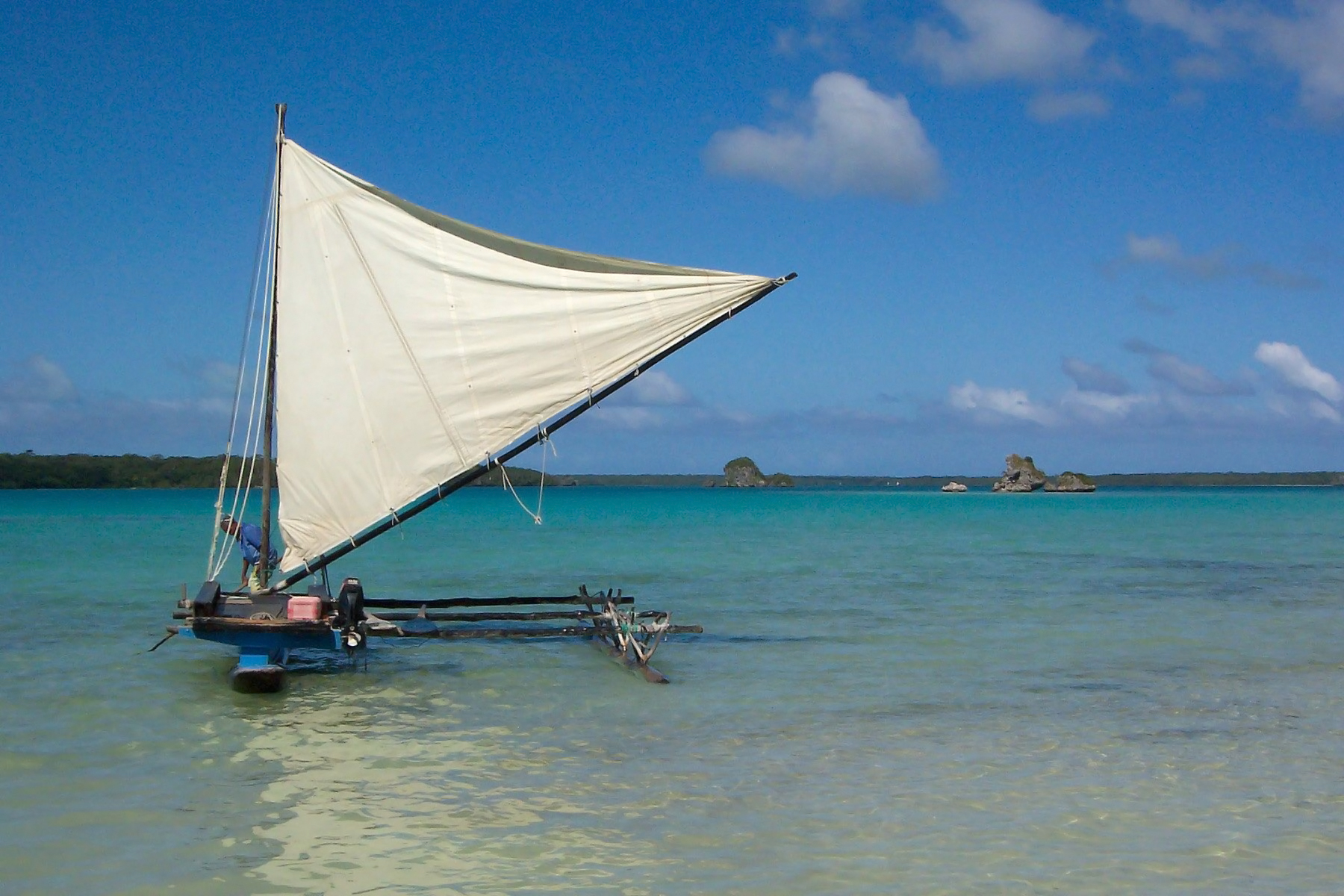
Ein traditioneller Einbaum (Île des Pins)

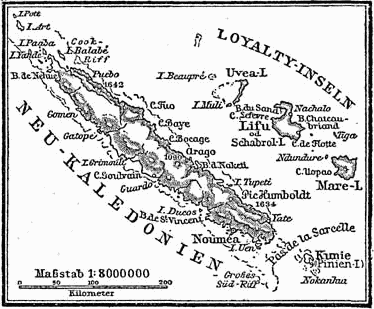
Historische Karte von Neukaledonien und Loyaltyinseln (1888)

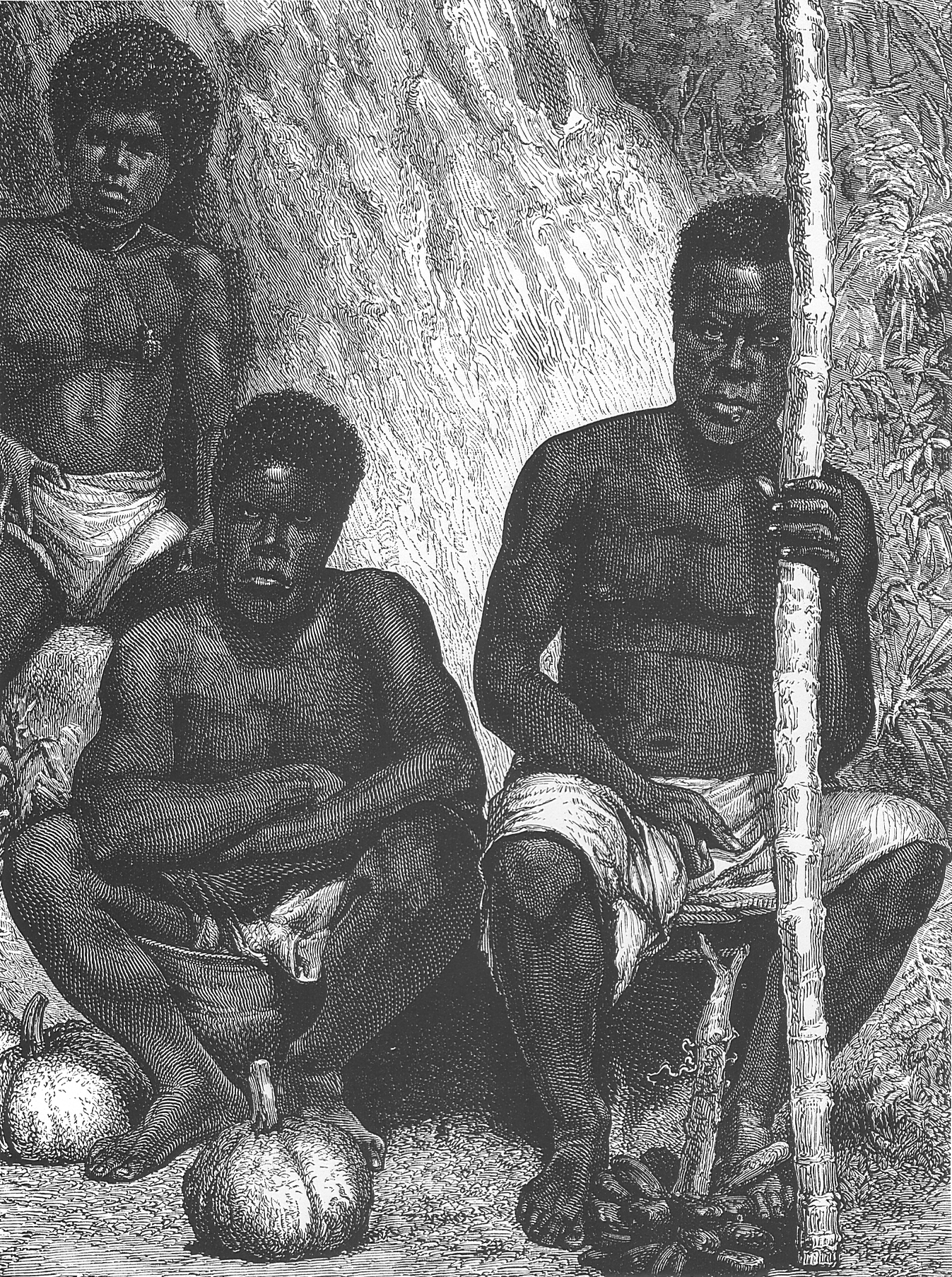
Neukaledonische Ureinwohner um 1880

### Lapita-Kultur
Die Besiedlung Neukaledoniens fand vermutlich um 1500 v. Chr. durch Menschen der Lapita-Kultur statt. Diese Kultur wurde nach der Fundstelle Lapita 13 auf der Foué-Halbinsel in Neukaledonien benannt. Später erreichten auch Polynesier die Inselgruppe. Die Nachkommen dieser Stämme bilden heute das indigene Volk der Kanaken. In der Zeit vom 11. Jahrhundert bis zum 18. Jahrhundert erreichten immer wieder Polynesier die Inseln Neukaledoniens, da sie auf der Suche nach neuem Land waren.

### Entdeckung durch Europäer
Von den Europäern wurden die Inseln erst im Laufe des 18. Jahrhunderts entdeckt. Im Verlauf seiner zweiten Südseereise betrat James Cook am 4. September 1774 als erster Europäer die Inseln. Er verlieh ihnen ihren heutigen Namen, da ihn das Aussehen des Nordostens der Hauptinsel an Schottland erinnerte, welches von den Römern Caledonia genannt worden war. Cook erkundete die Insellandschaft über neun Tage ohne irgendwelche Zwischenfälle. Ihm folgte 1793 ein Franzose namens Joseph Bruny d’Entrecasteaux. Er berichtete als erster über den von den Ureinwohnern praktizierten Kannibalismus in Neukaledonien. Die ersten Europäer, die sich auf den Inseln niederließen, waren Walfänger und Holzhändler (Sandelholz). Es folgten im 19. Jahrhundert Missionare. Die Siedler brachten Seuchen auf die Inseln, ein großer Teil der einheimischen Bevölkerung starb an den eingeschleppten Krankheiten.

### Europäische Besiedlung
Die Inseln wurden sowohl durch das Vereinigte Königreich als auch durch Frankreich während der ersten Hälfte des 19. Jahrhunderts besiedelt. Im Namen von Napoleon III. nahm Auguste Fevrier-Despointes die Inselgruppe am 24. September 1853 (heute ein Feiertag) in französischen Besitz.
Ähnlich wie die Briten in Australien nutzten die Franzosen die Inseln als Strafkolonie von 1864 bis etwa 1922. 1864 erreichten die ersten 250 französischen Sträflinge Neukaledonien. Damals war nur das südliche Drittel der Hauptinsel sowie einige Inseln im Süden unter französischer Kontrolle, ein militärischer Außenposten bestand in Napoléonville (Canala) und sonst gab es nur vereinzelte Plantagen (z. B. für Zuckerrohr) und Missionsstationen der Maristen neben den Dörfern der Kanaken. Auf die Inseln kamen nach der Niederschlagung der Pariser Kommune 1871 von 1872 bis zur Amnestie im Juli 1880 etwa 8000 weitere Franzosen. Unter den Kommunarden waren beispielsweise Louise Michel und Nathalie Lemel. Im März 1874 gelang Henri Rochefort, François Jourde, Paschal Grousset und einigen weiteren Gefangenen die Flucht nach Australien. 1871 kam es in der französisch besetzten Kabylei zu einem Aufstand, der dazu führte, dass etwa 200 Deportierte aus Ostalgerien nach Neukaledonien verbannt wurden. Sie wurden 1895 amnestiert und konnten einige Jahre später zurückkehren.

### Nickelfunde
1863 fand der Geologe Jules Garnier das später nach ihm benannte Nickelerz Garnierit. Ab 1873 setzte der vereinzelte Abbau von Lagerstätten ein, der ab 1880 mit der Gründung des Unternehmens Société Le Nickel im großen Maßstab betrieben wurde. Die Arbeitskräfte waren zumeist Strafgefangene, denn die Insel war 1863–1931 Strafkolonie, aber auch Freigelassene, angeworbene Arbeitskräfte aus Asien und Ozeanien, sowie durch blackbirding verschleppte Menschen. Die Aufarbeitung der abgebauten Minerale erfolgte in der einzigen dafür vorgesehenen Anlage in Nouméa. Seit dem Beginn des 20. Jahrhunderts kamen allerdings vermehrt freie Siedler und asiatische Arbeiter auf die Insel. Die einheimische Bevölkerung wurde ab 1887 durch das Apartheid-ähnliche System des Code de l’indigénat massiv unterdrückt.

### In den Weltkriegen
Während des Ersten Weltkrieges wurde das Bataillon mixte du Pacifique (B. M. P.) aufgestellt, während des Zweiten Weltkriegs das Bataillon d’infanterie de marine du Pacifique (BIMP), welches aus Neukaledoniern und Polynesiern bestand. Aktuell gibt es das Régiment d'Infanterie de Marine du Pacifique-Nouvelle-Calédonie (RIMaP-NC). Im Zweiten Weltkrieg war Neukaledoniens Hauptstadt Nouméa Hauptquartier für die amerikanischen Streitkräfte im Pazifik. Nach dem Krieg wurden die Räume des Hauptquartiers durch das Sekretariat der Pazifischen Gemeinschaft (SPC), eine internationale Organisation verschiedener Pazifikstaaten, übernommen. Mittlerweile sind die Gebäude abgerissen, das SPC in unweit davon neu errichteten Räumen untergebracht und der frei gewordene Platz zu einer Hotel- und Geschäftsanlage umgewidmet worden.

### Politische Entwicklungen
Es kam regelmäßig zu Revolten der Kanak, die jedoch immer niedergeschlagen wurden und jeweils zur Enteignung und Deportation führten, so dass die Kanak von den Küsten ins Landesinnere abgedrängt wurden. Die größte Revolte war der Aufstand von 1878, dabei wurde der Stammesführer Ataï von Aufständischen enthauptet. Eine der letzten erfolgte 1917, als die Kanak als Soldaten während des Ersten Weltkrieges eingezogen wurden.
Am 27. Oktober 1946 wurde Neukaledonien zum Übersee-Territorium erklärt und den Einwohnern die französische Staatsangehörigkeit verliehen. 1947 wurde das Territorium von der UN-Liste der Hoheitsgebiete ohne Selbstregierung gestrichen. 1953 erhielten alle Bewohner die französischen Bürgerrechte und 1957 wurde eine Art lokales Parlament (Assemblée territoriale) eingerichtet, doch bereits 1958 beschnitt Charles de Gaulle die Rechte der Landesversammlung wieder. 1969 entstand die Studierendenorganisation Foulards rouges, die weitere Proteste mobilisierte.

### Unabhängigkeitsbewegung
1977 sprach sich die Union calédonienne für die Unabhängigkeit aus, zwei Jahre zuvor war 1975 das Festival Mélanesia erstmals veranstaltet worden. Diese Bestrebungen führten 1984–1988 auch zu Unruhen mit über 70 Toten. Im September 1984 entstand die Kanakische sozialistische Front der nationalen Befreiung (FLNKS) mit Jean-Marie Tjibaou an der Spitze. Sie war anfangs eine militante Organisation, die ihre Ziele mit Gewalt durchsetzen wollte und Angriffe auf Institutionen des französischen Staats verübte. Sie wurde in den 1980er Jahren finanziell und operativ u. a. von Libyen unterstützt. 17 Kanak erhielten dort eine paramilitärische Ausbildung. Die neue Partei organisierte einen Boykott der anstehenden Wahlen, und nach der Wahl bildete sie im Untergrund die „Provisorische Regierung von Kanaky“ (GPK) mit Tjibaou als Präsident. Nachdem am 11. Januar 1985 der 17-jährige Yves Tual auf der Farm seiner Eltern in Bouloupari von Unabhängigkeitsaktivisten (Indépendantisten) getötet worden war, kam es zu politischen Morden an mehreren militanten Kanaken, darunter der Anführer der Indépendantisten Eloi Machoro (FNLKS), der von Spezialeinheiten der GIGN am folgenden Tag erschossen wurde, als er gerade das Haus eines anderen Farmers besetzte. Schließlich wurde der Notstand erklärt, französische Fallschirmjäger eingesetzt und ein neuer Reformplan ausgearbeitet, der zur Schaffung von vier Regionen (Nord, Centre, Sud und Îles) führte. Bei den anschließenden Regionalwahlen am 29. September 1985 – als auch bei den Provinzwahlen von 1989 und 1995 – erreichte die FLNKS jedoch nur rund 29 % der Stimmen. Im Dezember 1986 entschied die UN, Neukaledonien erneut auf die Liste der zu dekolonisierenden Länder zu setzen. Ein von der französischen Regierung am 13. September 1987 veranstaltetes erstes Unabhängigkeitsreferendum wurde von den Anhängern der Unabhängigkeitsbewegung boykottiert, so dass im Ergebnis 98 % der Teilnehmer für den Verbleib bei Frankreich stimmten.
In Reaktion auf ein am 22. April 1988 in Kraft getretenes Gesetz, mit dem der politische Einfluss der kanakischen Befürworter einer Unabhängigkeit Neukaledoniens beschnitten werden sollte, kam es an diesem Tag zu einer Geiselnahme von 27 Polizisten und einem Richter durch Separatisten in einer Höhle auf der Insel Ouvéa, die vom 22. April bis in den Mai 1988 dauerte und von französischen Spezialeinheiten beendet wurde, wobei 19 Separatisten und zwei Ordnungskräfte ums Leben kamen. Dies führte beim Anführer der Unabhängigkeitsgegner, Jacques Lafleur, zu einem Umdenken. Er war nun bereit, mit den Separatisten zu verhandeln. Diese Verhandlungen führten zum Matignon-Abkommen von 1988, das eine größere Autonomie Neukaledoniens vorsah und das durch die französischen Wähler in einem Referendum am 6. November 1988 bestätigt wurde, und ein Jahrzehnt später zum Abkommen von Nouméa vom 5. Mai 1998, das von den Wählern in Neukaledonien in einem Referendum am 8. November 1998 angenommen wurde. Die Inselgruppe wurde in drei Provinzen und 33 Gemeinden unterteilt. Die Provinzen werden von je einem Präsidenten und einer Versammlung geleitet, die zusammen einen Kongress (Congrès de la Nouvelle-Calédonie) bilden. Dieser setzt sich zusammen aus 15 Vertretern der Nordprovinz, 32 Vertretern der Südprovinz und sieben Vertretern der Provinz der Loyalitätsinseln. Der Kongress wählt aus seinen Reihen elf Personen (auch weniger wären möglich), die die Regierung bilden und ihrerseits unter sich einen Regierungschef wählen.
Am 4. Mai 1989 wurden Jean-Marie Tjibaou und Yeiwene Yeiwene von Radikalen der FLNKS auf Ouvéa ermordet. Sie erhielten ein Staatsbegräbnis und 1998 wurde das Tjibaou-Kulturzentrum aufwendig vom französischen Staat erbaut.
| Datum             | Für     | Gegen   | Wahl- beteiligung |
| ----------------- | ------- | ------- | ----------------- |
| 4. November 2018  | 43,60 % | 56,40 % | 80,63 %           |
| 4. Oktober 2020   | 46,74 % | 53,26 % | 85,69 %           |
| 12. Dezember 2021 | 3,5 %   | 96,5 %  | 43,9 %            |

### Referenden
Am 4. November 2018 fand das im 1998 geschlossenen Abkommen von Nouméa vorgesehene Referendum über die Unabhängigkeit Neukaledoniens statt. Die Wahlberechtigten hatten über die Unabhängigkeit der Inseln oder den Verbleib bei Frankreich zu entscheiden. Bei einer hohen Wahlbeteiligung von 80,6 Prozent stimmten 56,4 Prozent der Wähler gegen die Unabhängigkeit und für den Verbleib bei Frankreich.
Dem Abkommen von Nouméa zufolge können – falls ein erstes Unabhängigkeitsreferendum scheitert – bis zu zwei weitere Unabhängigkeitsreferenden folgen, sofern eine Mehrheit der Delegierten im Kongress von Neukaledonien dies fordert. Nach einem entsprechenden Beschluss des Kongresses 2019 wurde ein zweites Unabhängigkeitsreferendum am 4. Oktober 2020 angesetzt. Wieder stimmte die Mehrheit für einen Verbleib bei Frankreich, diesmal mit 53,3 Prozent, bei einer Wahlbeteiligung von 85 Prozent.
Im Juni 2021 setzte die französische Regierung auf Antrag des Kongresses von Neukaledonien für den 12. Dezember 2021 ein drittes Referendum über die Unabhängigkeit an. Die separatistische Partei der Kanakischen sozialistischen Front der nationalen Befreiung (FLNKS), die die Abhaltung des dritten Unabhängigkeitsreferendum selbst durchgesetzt hatte, forderte jedoch im September 2021 den französischen Minister für die Überseegebiete Sebastien Lecornu (REM) auf, das Referendum zu verschieben und sich stattdessen zunächst auf die Bekämpfung der Corona-Pandemie zu konzentrieren, was die französische Regierung jedoch ablehnte. Daraufhin riefen führende Politiker der FLNKS im Oktober 2021 dazu auf, das Referendum zu boykottieren. Bei diesem Referendum stimmten 96,5 Prozent für den Verbleib bei Frankreich, dies allerdings bei einer geringen Wahlbeteiligung von 43,9 Prozent. Nach dem Referendum erklärten die Unabhängigkeitsbefürworter, das Abstimmungsergebnis nicht anzuerkennen. Der Conseil d’État, der höchste Verwaltungsgerichtshof Frankreichs, wies im Juni 2022 die Forderung der Unabhängigkeitsbefürworter nach einer Annullierung des Abstimmungsergebnisses mit der Begründung zurück, dass sich die epidemiologische Lage bereits im Oktober und November 2021 mit einer Inzidenz von 48:100.000 und einer Impfquote von 77,7 % kurz vor dem Referendum kontinuierlich verbessert hatte. Außerdem würden weder die Bestimmungen der Verfassung noch die des Statuts von Neukaledonien für die Gültigkeit des Referendums eine Mindestbeteiligung verlangen.

### Unruhen 2024
In der Nacht zum 14. Mai 2024 und an den Folgetagen kam es im Großraum Nouméa zu gewaltsamen Ausschreitungen der „Indépendantisten“, die die Unabhängigkeit Neukaledoniens von Frankreich fordern: Hunderte Geschäfte wurden geplündert und angezündet, darunter zahlreiche Arztpraxen, Apotheken, Autohäuser und Tankstellen. Auch Schulen, ein Ausbildungszentrum für medizinische Berufe und andere öffentliche Einrichtungen wie ein Dialysezentrum wurden in Brand gesteckt. Die Feuerwehr musste über 200 Brände löschen. Der Flughafen La Tontouta wurde geschlossen. Sicherheitskräfte wurden von jugendlichen Randalierern angegriffen; es gab mehrere Tote. Die Präsidentin der Südprovinz, Sonia Backès, schrieb an Präsident Emmanuel Macron, man befände sich „in einem Bürgerkrieg“ und forderte die Ausrufung des Ausnahmezustands, die kurz darauf erfolgte. Bereits Anfang Mai 2024 nahm die Staatsanwaltschaft Ermittlungen wegen Morddrohungen von Seiten der Indépendantisten gegen den Parlamentsabgeordneten Nicolas Metzdorf auf.
Auslöser für die Gewaltausschreitungen war die bevorstehende Abstimmung in der französischen Nationalversammlung über eine Änderung der französischen Verfassung, durch die das Wahlrecht für die Provinzwahlen in Neukaledonien geändert werden sollte. Nach der bisher gültigen, von den Indépendantisten 1998 im Abkommen von Nouméa durchgesetzten und seit 2007 in der französischen Verfassung verankerten Regelung dürfen nur diejenigen in Neukaledonien wohnhaften französischen Bürger an den Provinzwahlen teilnehmen, die bereits 1998 im dortigen Wahlregister standen, sowie deren Nachkommen. Alle anderen französischen Bürger, auch in Neukaledonien geborene, deren Eltern an dem Stichtag nicht in dem Register standen, sind davon ausgeschlossen und können nur an gesamtfranzösischen und kommunalen Wahlen teilnehmen. Diese Regelung sollte Verschiebungen der Zusammensetzung der Wahlbevölkerung zulasten der autochthonen kanakischen Bevölkerung gegenüber zugezogenen Bewohnern verhindern. Die Vertreter der führenden Parteien der Unabhängigkeitsgegner, die sich vor allem auf die europäischstämmige Bevölkerung stützen, halten diese Sonderregelung jedoch für undemokratisch und fordern eine Änderung vor den nächsten Provinzwahlen. Die Verfassungsreform wurde am 15. Mai von der Nationalversammlung mit großer Mehrheit verabschiedet. Danach soll jeder in Neukaledonien geborene sowie jeder seit mindestens 10 Jahren ansässige französische Bürger nach Erreichung des Wahlalters bei den Provinzwahlen stimmberechtigt sein. Die Änderung sollte am 1. Juli 2024 in Kraft treten, es sei denn, die Verhandlungspartner der Loyalisten und Indépendantisten könnten sich vorher anderweitig einigen. Letztere hatten bisher jegliche Mitwirkung an einer Änderung des Wahlrechts verweigert.
Am 23. Mai reiste Präsident Emmanuel Macron in Begleitung von Innenminister Darmanin und Verteidigungsminister Lecornu nach Neukaledonien, um nach den schweren Unruhen zu schlichten, wobei es keinen ausgearbeiteten Plan geben soll. Die Partei der Indépendantisten FLNKS ließ jedoch im Voraus verlautbaren, dauerhaften Frieden werde es nur geben, wenn ein Schritt zur Unabhängigkeit vereinbart werde. Macron stellte anschließend klar, der Staat werde der Gewalt nicht nachgeben. Das Gesetz zur Verfassungsreform bezüglich des Wahlrechts werde in jedem Fall abschließend dem Nationalkongress zur Abstimmung vorgelegt. Über die Verfassungsreform können dann auch die Bürger in einem Referendum abstimmen.
Die Schulen der Hauptinsel Grande Terre sollen aufgrund der Zerstörungen sowie der Gefahr für Schüler und Lehrer bis zum 17. Juni geschlossen bleiben. Auch die Universitäten stellen bis auf Weiteres ihren Betrieb ein. Die Eröffnung des internationalen Flughafens wurde zunächst auf den 2. Juni 2024, später auf unbestimmte Zeit verschoben. Touristen werden von dem Stadtflughafen Magenta mit Militärmaschinen nach Australien und Neuseeland evakuiert. Die Französischen Luftstreitkräfte richteten eine 19.000 km lange Luftbrücke ein, um das Territorium von Frankreich mit 200 Tonnen Lebensmitteln und Medikamenten zu versorgen sowie 1800 Sicherheitskräfte auf die Insel zu bringen. Häuser von französischen Einwohnern wurden in einem Vorort von Nouméa geplündert und in Brand gesteckt – Familien mussten mit Booten flüchten – als auch die Schule, öffentliche Bibliothek und zahlreiche Geschäfte. In Dumbéa zogen alkoholisierte junge Männer durch die Straßen, skandierten rassistische Parolen und schossen auf eintreffende Polizisten. In Païta wurde ein landwirtschaftliches Forschungsinstitut, dessen Schaffung ausdrücklich im Nouméa-Abkommen vereinbart worden war, ebenfalls von den aufständischen Indépendantisten geplündert und zerstört. Sie blockierten den Zugang zum Krankenhaus in Nouméa und dem Médipôle in Dumbéa. Der Ausnahmezustand wurde am 28. Mai aufgehoben, die Ausgangssperre von 18 bis 6 Uhr bleibt bis zum 17. Juni in Kraft. Nach offiziellen Angaben wurden während der Unruhen mehr als 500 Geschäfte zerstört, 1500 Fahrzeuge ausgebrannt, kamen neun Menschen ums Leben und wurden über 1000 Personen festgenommen. Auch drei Wochen nach Ausbruch der Unruhen steckten radikale Indépendantisten Wohnhäuser in Brand, deren Bewohner mit gepanzerten Fahrzeugen in Sicherheit gebracht werden mussten, da sie während der Flucht mit Steinen beworfen wurden. Einen Tag vor der Wiederaufnahme des Schulunterrichts am 17. Juni wurden erneut mehrere Schulen in Brand gesteckt, während der Internationale Flughafen Tontouta am 17. Juni 2024 wieder den Betrieb aufnahm. Am 19. Juni 2024 wurden schließlich die Anführer der CCAT (Cellule de coordination des actions de terrain), die die Unruhen organisieren, von den Sicherheitsbehörden festgenommen. Ihnen werden verschiedene Straftaten wie Anstiftung zum Mord, Vorbereitung von Gewalttaten, von bandenmäßigem Raub, Brandstiftung und Sachbeschädigung vorgeworfen. Nachdem die Anführer am 22. Juni nach Kontinental-Frankreich (Hexagone) transferiert worden waren, setzten deren Anhänger in den Folgetagen eine weitere Schule, mehrere Polizeidienststellen und deren Fahrzeuge in Brand, griffen Feuerwehren bei ihrem Einsatz an und errichteten erneut zahlreiche Straßenblockaden. Am häufigsten wurde eine Sporthalle im Stadtviertel Vallée-du-Tir, die u. a. der Bevölkerung als Notunterkunft bei starken Zyklonen diente, in Brand gesteckt; am 31. August 2024 zum 15. Mal.
In Houaïlou verhinderten Indépendantisten die erste Runde der Parlamentswahl in Frankreich 2024, indem sie das Rathaus blockierten sowie die Wahlzettel und -urnen stahlen. Einen sich nähernden Mitarbeiter griffen sie in seinem Fahrzeug mit Steinen an. In den folgenden Nächten setzten sie in Houaïlou eine Berufsschule, Büros, den Maschinenpark einer Nickelmine und im Industriegebiet Ducos von Nouméa erneut mehrere Unternehmen in Brand. Aus Kontinental-Frankreich eingeflogene Spezialkräfte der GIGN versuchten die Lage unter Kontrolle zu bringen, wurden aber wiederholt von militanten Indépendantisten angegriffen und teilweise schwer verletzt. Ab Mitte Juli weiteten sie ihre Brandanschläge auch gezielt auf Einrichtungen der katholischen Kirche und einen buddhistischen Tempel aus. Daraufhin setzten Unbekannte das Mausoleum des Oberhäuptlings (Grand Chef) Ataï, Anführer des Kanak-Aufstands von 1878, in La Foa in Brand und entwendeten dessen Schädel. Nachdem sich die Lage im September 2024 zu beruhigen schien, wurde zum Ende des Monats ein Brandanschlag auf die Universität Neukaledonien verübt, bei dem auch ein Wachmann angegriffen wurde. Die Präsidentin der Universität bezeichnete diesen erneuten Anschlag auf eine Bildungseinrichtung als einen Anschlag auf die Zukunft der Jugend Neukaledoniens.
Am 1. Oktober 2024 erklärte Premierminister Michel Barnier schließlich, die Regierung werde die Verfassungsreform nicht zur endgültigen Abstimmung dem Kongress vorlegen und verkündete damit die Aufgabe der Wahlrechtsreform in der bisher beabsichtigten Form. Während die Entscheidung von der FLNKS begrüßt wird, sehen Loyalisten wie der neukaledonische Abgeordnete Nicolas Metzdorf darin ein Zurückweichen der Demokratie vor der Gewalt und die Chefin der Loyalisten Sonia Backès erklärte: „Wer glaubt, er könne von den Extremisten Nachsicht erhoffen, indem er ihnen gefällig wird, kennt sie sehr schlecht.“ ("Penser faire plaisir aux extrémistes en espérant leur indulgence, c’est bien mal les connaître"). Nachdem Metzdorf angekündigt hatte, daraufhin für einen Misstrauensantrag zu stimmen, versicherte Barnier am Folgetag in einer Rede vor dem Senat, eine Wahlrechtsreform werde vor den nächsten Provinzwahlen kommen, brauche aber noch mehr Zeit.
Unterdessen erklärte die FLNKS auf ihrem Parteikongress vom 26. Januar 2025, sie werde an Verhandlungen mit dem Staat nur unter der Bedingung teilnehmen, dass bis spätestens Ende September 2025 ein Abkommen unterzeichnet wird, in dem ein festes Datum zur Erlangung der „vollen Souveränität“ des Territoriums genannt wird.

### Politische Wende nach den Unruhen 2024
Im Juni 2025 verkündete Präsident Emmanuel Macron bei einem Gipfel der pazifischen Länder und Frankreich in Nizza ein „neues Projekt“ zum zukünftigen Status von Neukaledonien, ohne die „Fehler“ von Referenden zu wiederholen, die seiner Meinung nach für die Kultur der Kanak nicht geeignet seien. Er erklärte, „weder die Kultur der Ozeanier noch der Melanesier sind vollständig für Referenden geschaffen, da sie Kulturen der Verständigung (concertation) sind“, und lud die politischen Kräfte zu einem Gipfeltreffen in Paris in den folgenden Wochen ein. Die Vertreter der Kanak hatten im Nouméa-Abkommen 1998 ausdrücklich drei Referenden über die Unabhängigkeit gefordert.
Am 2. Juli 2025 lud Macron die Vertreter Neukaledoniens – Loyalisten und Indépendantisten – zu einem Gipfel im Pariser Vorort Bougival ein, den er als „Gipfel der letzten Chance“ bezeichnete, um gemeinsam über einen neuen Status zu verhandeln. Unter Leitung des Überseeministers Manuel Valls, der die Indépendantisten mit weitgehenden Zugeständnissen an den Verhandlungstisch gelockt hatte, konnte am 12. Juli eine Einigung beider Lager erzielt werden. Die Vereinbarung, die den Wählern in Neukaledonien im Februar 2026 zur Abstimmung vorgelegt werden soll, sieht einen Sui-generis-Status des „Staates Neukaledonien“ innerhalb der Französischen Republik sowie eine doppelte Staatsangehörigkeit – eine französische und neukaledonische – vor. Die neukaledonische Staatsangehörigkeit können alle französischen Staatsangehörige erwerben, von denen ein Elternteil die Bedingungen der neukaledonischen Staatsangehörigkeit erfüllt oder die bereits seit 10 Jahren in Neukaledonien ansässig sind oder die mit einer Person mit neukaledonischer Staatsangehörigkeit verheiratet bzw. „verpaktet“ und seit fünf Jahren in Neukaledonien ansässig sind. Zu den neukaledonischen Provinz- und Kongresswahlen 2026 sind die vor Ort geborenen oder seit 15 Jahren ansässigen Personen zugelassen, zu den folgenden Wahlen nach 2026 alle Personen mit neukaledonischer Staatsangehörigkeit. Die Vereinbarung sieht außerdem die Schaffung eines Grundgesetzes vor, in dem der Name, die Flagge, die Hymne und die Werte des Staates definiert werden. Die Bereiche Verteidigung, öffentliche Sicherheit, Justiz und Währung bleiben unter der Kontrolle des übergeordneten Staates (Frankreich). Dies kann nur mit einer qualifizierten Mehrheit des neukaledonischen Kongresses geändert werden. Der zu den Unterzeichnern des Abkommens gehörende neukaledonische Abgeordnete Nicolas Metzdorf sieht darin einen Wandel Frankreichs von einem zentralistischen zu einem föderalen Staat mit dem Vorteil, dass Neukaledonien jetzt bilaterale Handelsabkommen mit seinen direkten Nachbarn Australien und Neuseeland abschließen kann. Auch ein Vertreter der Indépendantisten, Victor Tuturogo, bezeichnet das Abkommen als einen ausgewogenen Kompromiss, der es allen erlaubt, das Land gemeinsam aufzubauen und die Wirtschaft wieder anzukurbeln. Manuel Valls warnte im Anschluss jedoch davor, dass Extremisten, die die Einigung ablehnen, einen Bürgerkrieg provozieren könnten. Er hoffe aber, dass die Unterzeichner ihre jeweilige Basis überzeugen werden. Ansonsten sei es die Aufgabe der Sicherheitskräfte und der Justiz auf jede Bedrohung oder Gewalt zu reagieren. Nur wenige Tage nach Unterzeichnung der Vereinbarung, erklärte der Abgeordnete Emmanuel Tjibaou (FLNKS), er und seine Delegation hatten gar nicht das Mandat seiner Partei, ein Abkommen zu unterzeichnen. Es handelte sich dabei nicht um ein definitives Abkommen, sondern nur um ein Arbeitspapier. Verschiedene Punkte müssten noch geklärt und geändert werden. Jean-Pierre Djaïwé, Chef der Indépendantisten-Partei Palika, die sich von der radikalen FLNKS abgespalten hatte, zeigte sich auf dem einberufenen Parteikongress in Voh hingegen mit dem Ergebnis zufrieden und erklärte, an dem Abkommen müsse kein einziges Wort oder Komma geändert werden.

## Politik und Verwaltung

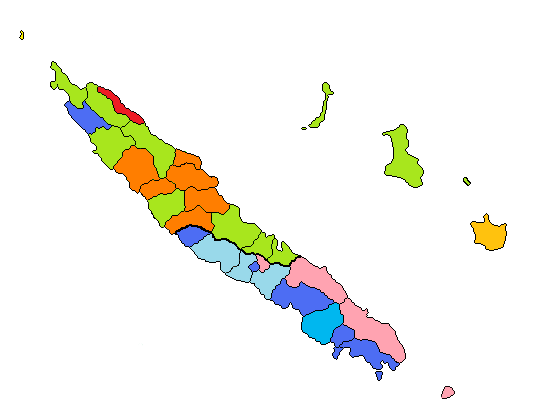
Ergebnisse der Regionalwahlen in Neukaledonien 2009.
Parteien für weitere politische Bindung an Frankreich:
Union pour un mouvement populaire (UMP)
Calédonie ensemble
Avenir ensemble
Parteien für Unabhängigkeit Neukaledoniens:
Front de libération nationale kanak et socialiste (FLNKS)
Union calédonienne (UC)
Parti de libération kanake (Palika)
Libération kanake socialiste (LKS)
Parti travailliste (PT)
Fédération des comités de coordination indépendantistes (FCCI)

Von 1946 bis 2003 war Neukaledonien französisches Überseegebiet (territoire d’outre-mer, TOM), davor französische Kolonie. Seit der Änderung der französischen Verfassung vom 28. März 2003 ist die Inselgruppe eine zu Frankreich gehörige Überseegemeinschaft mit besonderem Status (collectivité sui generis). Zwei Vertreter Neukaledoniens sitzen sowohl in der Pariser Nationalversammlung als auch im Senat. Als französische Staatsbürger nehmen die Neukaledonier auch an den Wahlen zum Europäischen Parlament teil und stellen dort Abgeordnete. Mit dem Maison de la Nouvelle-Calédonie in Paris verfügt Neukaledonien über eine weitere Interessenvertretung. Die Hauptstadt ist Nouméa; dort befinden sich auch ein deutsches und ein schweizerisches Honorarkonsulat.
Die Matthew- und Hunterinseln werden sowohl von Frankreich als auch von Vanuatu beansprucht.

### Verwaltungsgliederung
Die Collectivité (Gebietskörperschaft) Neukaledonien gliedert sich in drei Provinzen und 33 Gemeinden. Daneben gibt es noch einige kleine, unbewohnte und teils abgelegene Inseln, Inselgruppen und Riffe, die weder zu einer Provinz noch zu einer Gemeinde gehören, wie beispielsweise die Inseln Huon und Surprise (D’Entrecasteaux-Riffe), Chesterfieldinseln, Walpole, Astrolabe-Riffe, Matthew und Hunter Island.
| Provinz          | Gemeinden | Einwohner 1. Januar 2022 | Fläche km² | Dichte Einw./km² | Präsident       |
| ---------------- | --------- | ------------------------ | ---------- | ---------------- | --------------- |
| Loyalitätsinseln | 3         | 18.297                   | 1.954,03   | 9                | Jacques Lalié   |
| Nordprovinz      | 17        | 50.487                   | 9.395,83   | 5                | Paul Néaoutyine |
| Südprovinz       | 14        | 199.983                  | 7.169,06   | 28               | Sonia Backès    |
| Neukaledonien    | 33        | 268.767                  | 18.518,92  | 15               | –               |

|  |  |

Präsidenten

Liste der Präsidenten der Regierungen von Neukaledonien seit Unterzeichnung des Abkommens von Nouméa im Jahr 1998.
| Präsident              | Regierungszeit | Partei         |                                |
| Präsident              | von            | Partei         | bis                            |
| ---------------------- | -------------- | -------------- | ------------------------------ |
| Jean Lèques            | 28. Mai 1999   | 5. April 2001  | RPCR                           |
| Pierre Frogier         | 5. April 2001  | 10. Juni 2004  | RPCR                           |
| Marie-Noëlle Thémereau | 10. Juni 2004  | 7. August 2007 | AE                             |
| Harold Martin          | 7. August 2007 | 5. Juni 2009   | AE                             |
| Philippe Gomès         | 5. Juni 2009   | 11. März 2011  | CE                             |
| Harold Martin          | 11. März 2011  | 5. Juni 2014   | AE                             |
| Cynthia Ligeard        | 5. Juni 2014   | 1. April 2015  | RPCR                           |
| Philippe Germain       | 1. April 2015  | 5. Juli 2019   | CE                             |
| Thierry Santa          | 6. Juli 2019   | Juli 2021      | Die Rallye                     |
| Louis Mapou            | Juli 2021      | Januar 2025    | FLNKS                          |
| Alcide Ponga           | 8. Januar 2025 |                | Rassemblement-Les Républicains |

### Wahlkreise
Neukaledonien ist für die Wahlen der Nationalversammlung seit 1986 in zwei Wahlkreise eingeteilt: Der erste umfasst die Hauptstadt Nouméa, die Loyalitätsinseln und die Île des Pins, der zweite erstreckt sich über die gesamte Hauptinsel Grande Terre – ohne Nouméa – sowie die Belep-Inseln. Der erste Wahlkreis wurde bisher immer von einem Loyalisten gewonnen, während bei der französischen Parlamentswahl 2024 zum ersten Mal ein Indépendantist den zweiten Wahlkreis gewann.

## Infrastruktur

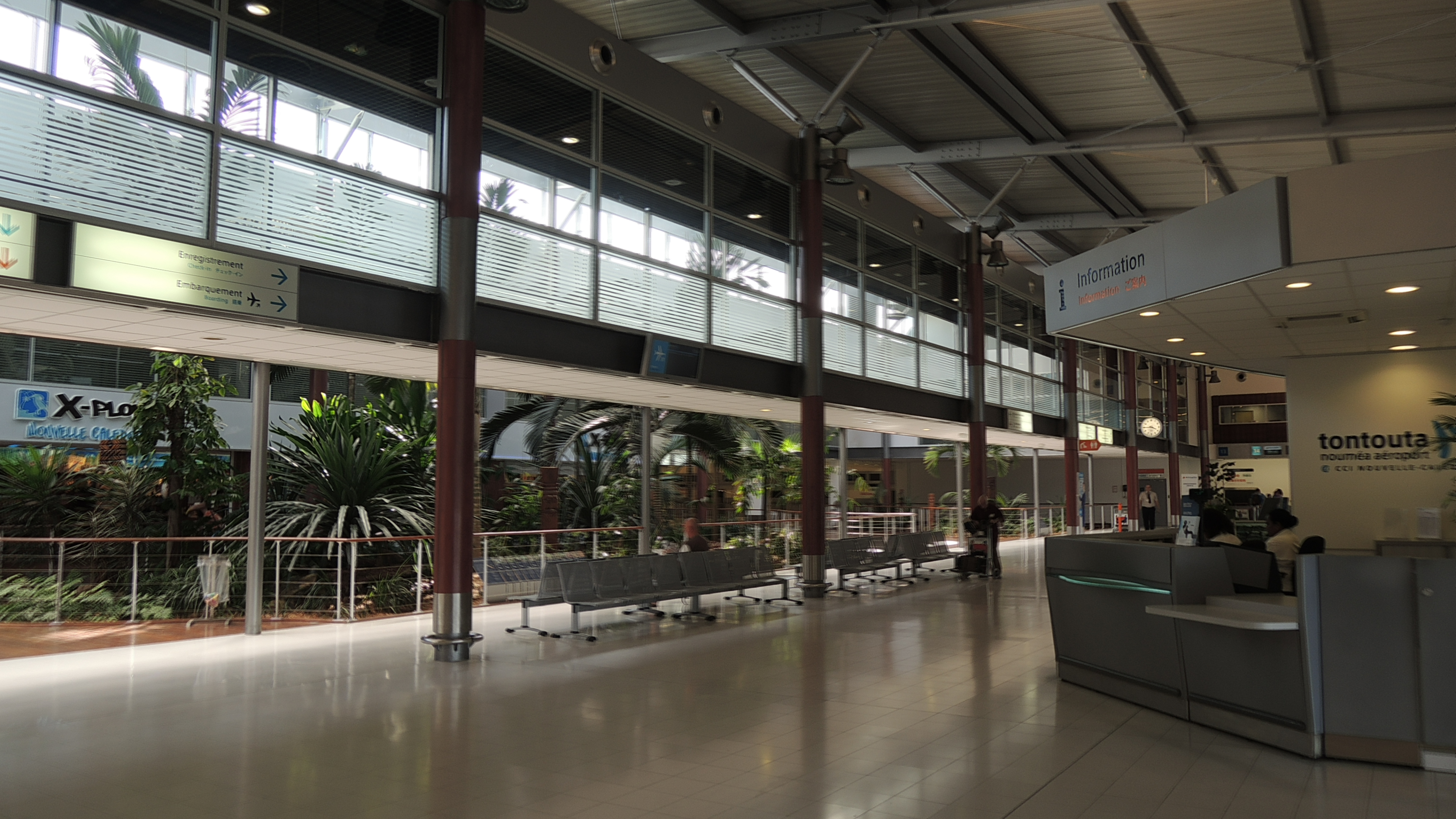
Abfertigungshalle des Flughafens La Tontouta

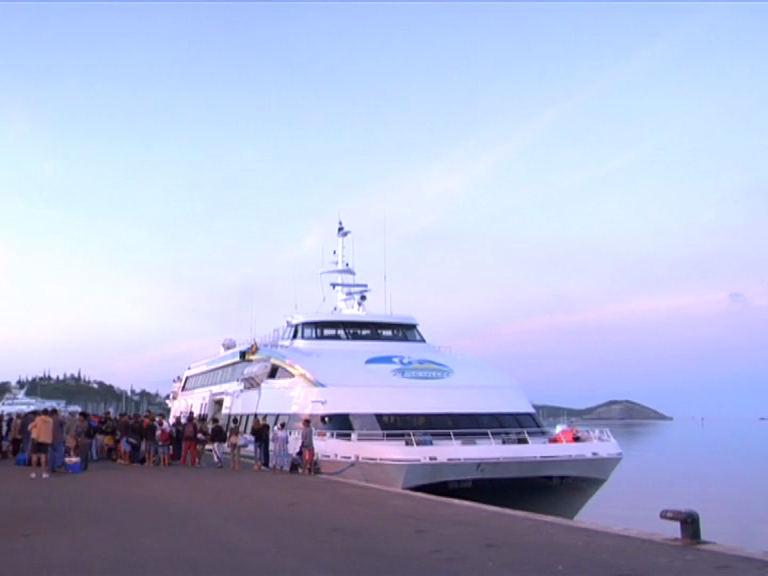
Die Fähre Aremiti 4 längsseits am Kai in Nouméa

### Flugverkehr
Der internationale Flughafen Neukaledoniens ist der Flughafen La Tontouta. Dieser liegt auf dem Gebiet der Gemeinde Païta, etwa 40 km von Nouméa entfernt. Für lokale Flüge wird der Flughafen Magenta genutzt, direkt in Nouméa gelegen. Es werden die wichtigsten Städte und alle neukaledonischen Inseln angeflogen.
Der Flughafen Lifou ist ein Verkehrsflughafen auf der Insel Lifou.

### Straße
Neukaledonien verfügt über ein gut ausgebautes, weitgehend asphaltiertes Straßennetz.
Neukaledonien besitzt vier sogenannte Territorialstraßen (frz. route territoriale) kurz RT als autobahnähnliche Straßen und zusätzlich Provinzstraßen (frz. route provinciale) vom Typ einer Landstraße:
- RT1: Nouméa – Fluss Néhoué (nördlich von Koumac)
- RT2: Flughafen Lifou (auf der Insel Lifou) – Süden der Kleinstadt Wé
- RT3: Kreuzung mit der RT1 in Nandaï – Fluss Tiwaka
- RT4: Kreuzung mit der RT1 nahe Muéo – Elektrizitätskraftwerk[107]

### Häfen
Der größte Hafen der Insel ist der von Nouméa. Weitere wichtige Häfen liegen in Mueo, Thio und Prony, dienen aber nur der Nickel-Industrie.

### Schiene
Die einzige Eisenbahnlinie in Neukaledonien, die Bahnstrecke Nouméa–Païta, wurde 1940 stillgelegt.

## Wirtschaft

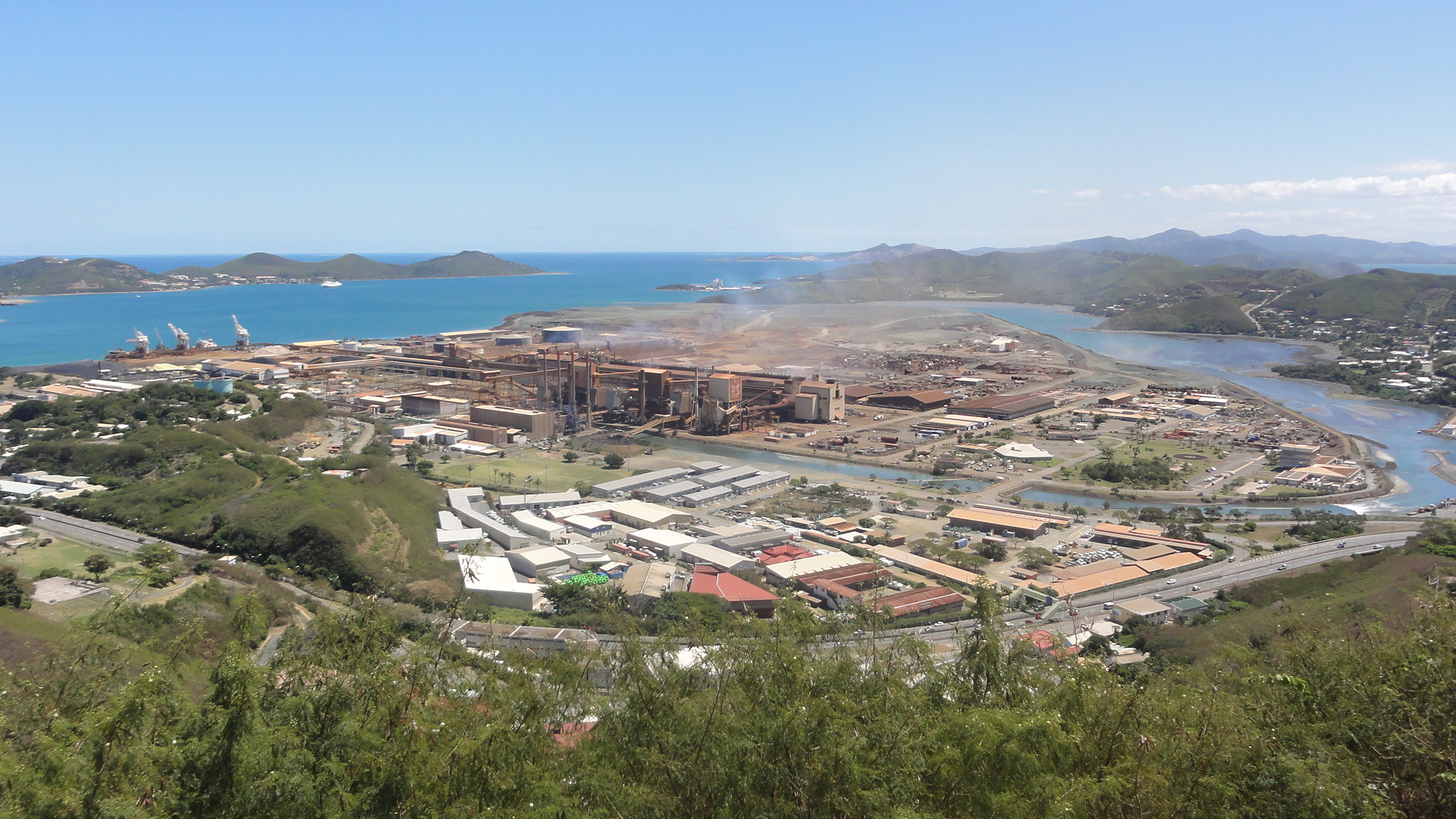
Erzverarbeitungswerk bei Doniambo in der Nähe von Nouméa

Die Wirtschaft besteht vor allem aus den Bereichen Dienstleistung und Verwaltung (61 %), Industrie (15 %), Handel (11 %) sowie Hoch- und Tiefbau (11 %). Die Landwirtschaft (2 %) spielt nur eine untergeordnete Rolle. Die umfangreichen lateritischen Nickelerz-Vorkommen der Insel machen 8,4 Prozent aller derartigen Nickel-Reserven weltweit aus. Diese werden seit Beginn der Kolonialzeit genutzt und befinden sich zum größten Teil in der Hand der weißen Caldoches. Nach dem Zweiten Weltkrieg gab es den sogenannten „Nickel-Boom“. Die Eingriffe in die Ökosysteme der Insel sind teils erheblich. Die „Société le Nickel“ (SLN) (Eramet-Gruppe, Frankreich), zu 34 % im Staatsbesitz von Neukaledonien, betreibt fünf Bergwerke und ein pyrometallurgisches Nickelschmelzwerk mit elektrisch betriebenen Schmelz-Reduktionsöfen in Doniambo, nahe der Hauptstadt Nouméa. Sie ist der größte Arbeitgeber der Insel. Die Produktion ist jedoch defizitär und kann nur durch hohe Staatskredite aufrechterhalten werden. Zusätzlich gibt es zwei weitere hydrometallurgische Nickelwerke, eines im Süden (Goro), das sich zu 51 % in Händen Neukaledoniens (staatlich und privat) befindet und dessen Produktion zu 30 % an den Automobilhersteller Tesla verkauft wird, und eines im Norden (Koniambo) KNS, das zu 49 % dem Schweizer Unternehmen Glencore, an dem die kanakischen Unabhängigkeitskämpfer beteiligt sind, und zu 51 % der neukaledonischen Gesellschaft Société Minière du Sud Pacifique SA gehört, die zu 92 % in Staatsbesitz ist. Am 31. August 2024 stellte das Nickelwerk KNS wegen anhaltender Verluste die Produktion ein und entließ alle 1200 Angestellte.
Das Pro-Kopf-Einkommen von Neukaledonien liegt mit 33.516 US-Dollar um ein Vielfaches höher als das der unabhängigen melanesischen Nachbarstaaten wie Papua-Neuguinea (2960 US-Dollar), Salomonen (2040 US-Dollar) oder Vanuatu (3515 US-Dollar) (Stand 2023). Rund ein Drittel des Bruttoinlandsprodukts besteht aus finanziellen Zuschüssen des französischen Mutterstaats. Außerdem vergibt der französische Staat Darlehen, um die Haushaltsdefizite zu finanzieren. Die Schuldenquote des Territoriums ist im Jahr 2022 auf 255 % gestiegen. Die unsichere politische Lage bezüglich des Status des Territoriums innerhalb Frankreichs führte in den 2020er Jahren zu einer Abwanderung Tausender französischstämmiger Einwohner und einer Kapitalflucht. Nach den Ausschreitungen der Indépendantisten im Mai 2024 sind die Immobilienpreise in den betroffenen Gebieten um bis zu 70 % eingebrochen.
Das Überseegebiet verwendet den französischen Pazifik-Franc, dessen Wechselkurs fix an den Euro gebunden ist.

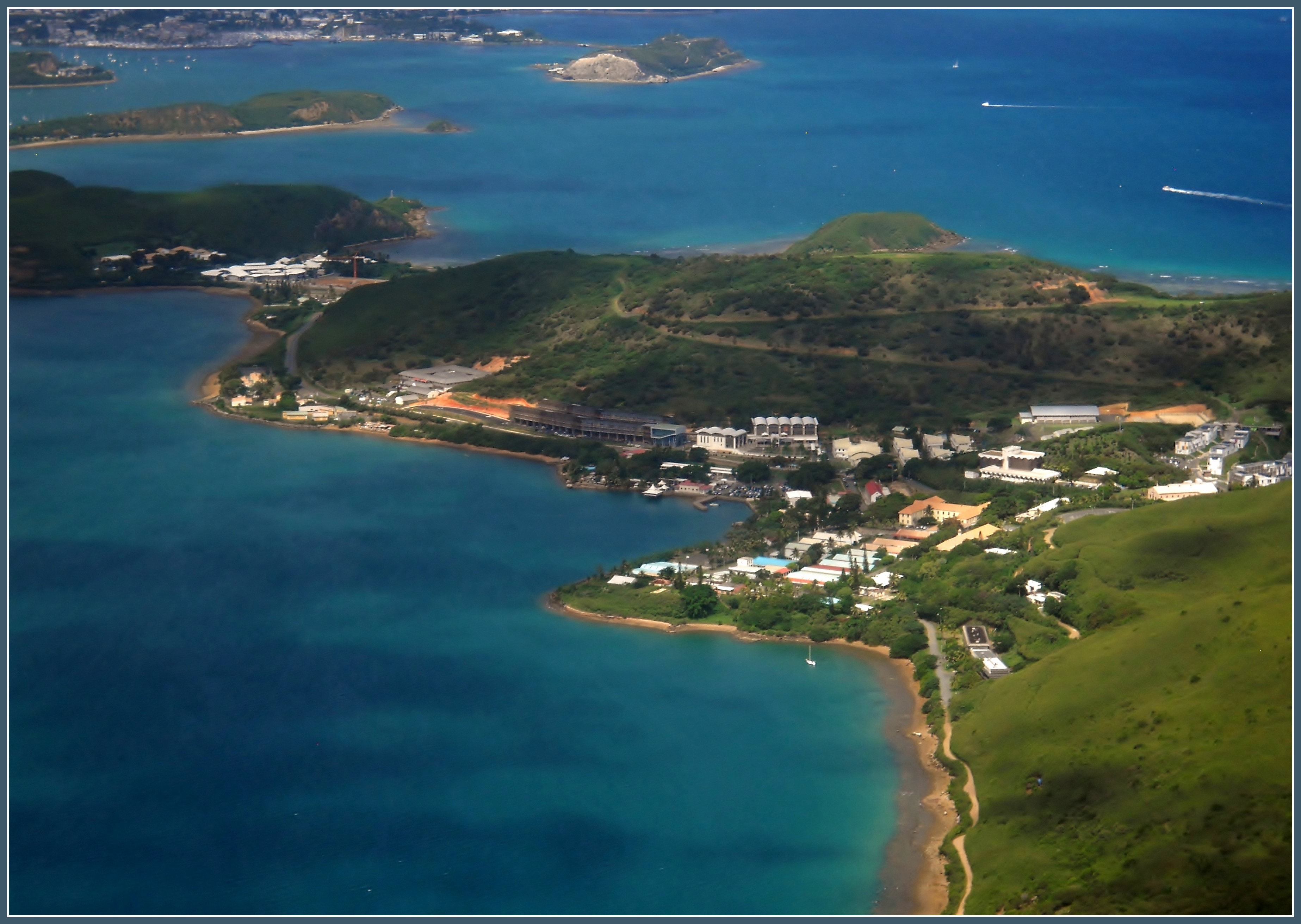
Universität von Neukaledonien

## Tourismus
Im Jahr 2019 kamen über 126.000 Touristen nach Neukaledonien, die bisherige Rekordzahl. Die meisten kamen aus Frankreich (32 %), Australien (19 %), Japan (17 %) und Neuseeland (9 %). Im reisestärksten Monat Juni 2019 waren es über 15.000 Touristen. Jeweils rund ein Viertel kamen aus Frankreich und Australien, gefolgt von Neuseeland (12 %) und Japan (10 %). Die Touristen aus dem restlichen Europa machten 3,4 %, die aus Nordamerika rund 1,3 % aus. Die übrigen 22,6 % stammten vorwiegend von verschiedenen Pazifikinseln. Während der COVID-19-Pandemie brachen die Zahlen stark ein.

## Bildung
Das Bildungssystem entspricht dem in Frankreich, mit Ausnahme der Ferien. Das Schuljahr beginnt Mitte Februar und endet Mitte Dezember. Die einzige Hochschule ist die Universität Neukaledonien auf der Halbinsel Nouville in Nouméa.

## Gesundheitswesen
Neukaledonien ist im Gesundheitswesen mit vergleichbaren Mitteln ausgestattet wie Frankreich, mit Ausnahme einiger bildgebender Verfahren. Die meisten Krankheiten können lokal behandelt werden, gegebenenfalls werden Kranke zur Behandlung nach Australien oder Frankreich evakuiert. Die Ausarbeitung und Kontrolle der Gesundheitspolitik wird von der Direction des Affaires Sanitaires et Sociales (DASS) durchgeführt. Die Gesundheitsvorsorge wird in sozialmedizinischen Zentren vorgenommen, die den Provinzen unterliegen, im Großraum Nouméa zusätzlich durch den freien Sektor.
Allerdings besteht seit Jahren ein akuter Ärztemangel: auf einen Allgemeinmediziner kommen statistisch 2000 Patienten, dreimal so viel wie im nationalen Durchschnitt. Um Mediziner aus dem Mutterland anzulocken, bot die Südprovinz im Jahr 2022 neuen Ärzten, die sich dort mindestens für drei Jahre niederlassen, eine Prämie von 50.000 Euro. Nach den Ausschreitungen von 2024 verließen außerdem zahlreiche Krankenschwestern und Krankenpfleger das Territorium, sodass sich die Bettenzahl in den Krankenhäusern um 40 % verringerte.
Das größte Krankenhaus Neukaledoniens ist das staatliche Médipôle de Koutio in Dumbéa mit 650 Betten, gefolgt von der privaten Clinique Île Nou-Magnin in Nouméa und dem CHS Albert Bousquet in Nouméa, dem einzigen Krankenhaus für Patienten mit psychischen Beschwerden. In der Nordprovinz gibt es jeweils ein Krankenhaus in Koumac, Poindimié und Koné, die unter dem Namen Centre hospitalier du Nord – CHN zusammengefasst sind. Auf den Loyalitätsinseln existieren nur sekundäre Medizinzentren, bei Bedarf werden Patienten in das Médipôle de Koutio verlegt.
In Neukaledonien sind Impfungen gegen folgende Krankheiten obligatorisch: Diphtherie, Tetanus, Keuchhusten, Poliomyelitis, Hepatitis B, Masern, Mumps, Röteln, Haemophilus B, Tuberkulose und Pneumokokken.

## Kultur
Nach dem Matignon-Abkommen (1988) wurde die Kultur Neukaledoniens vom französischen Staat besonders gefördert. Es entstand u. a. das Tjibaou-Kulturzentrum, das im Zeitraum von 1993 bis 1998 von Renzo Piano errichtet wurde. Es ist das regionale Zentrum für kulturelle Veranstaltungen, in dem Veranstaltungen der Kanak angeboten werden, sowie sonstige Ausstellungen, Konferenzen und Konzerte. Auch die Literatur, Malerei und das Theater – sowohl die der kanakischen als auch der europäischen Bevölkerung – profitierten von der finanziellen Unterstützung des Staates. Zu den bekanntesten Schriftstellern gehören Nicolas Kurtovitch und die Unabhängigkeitsaktivistin Déwé Gorodey.

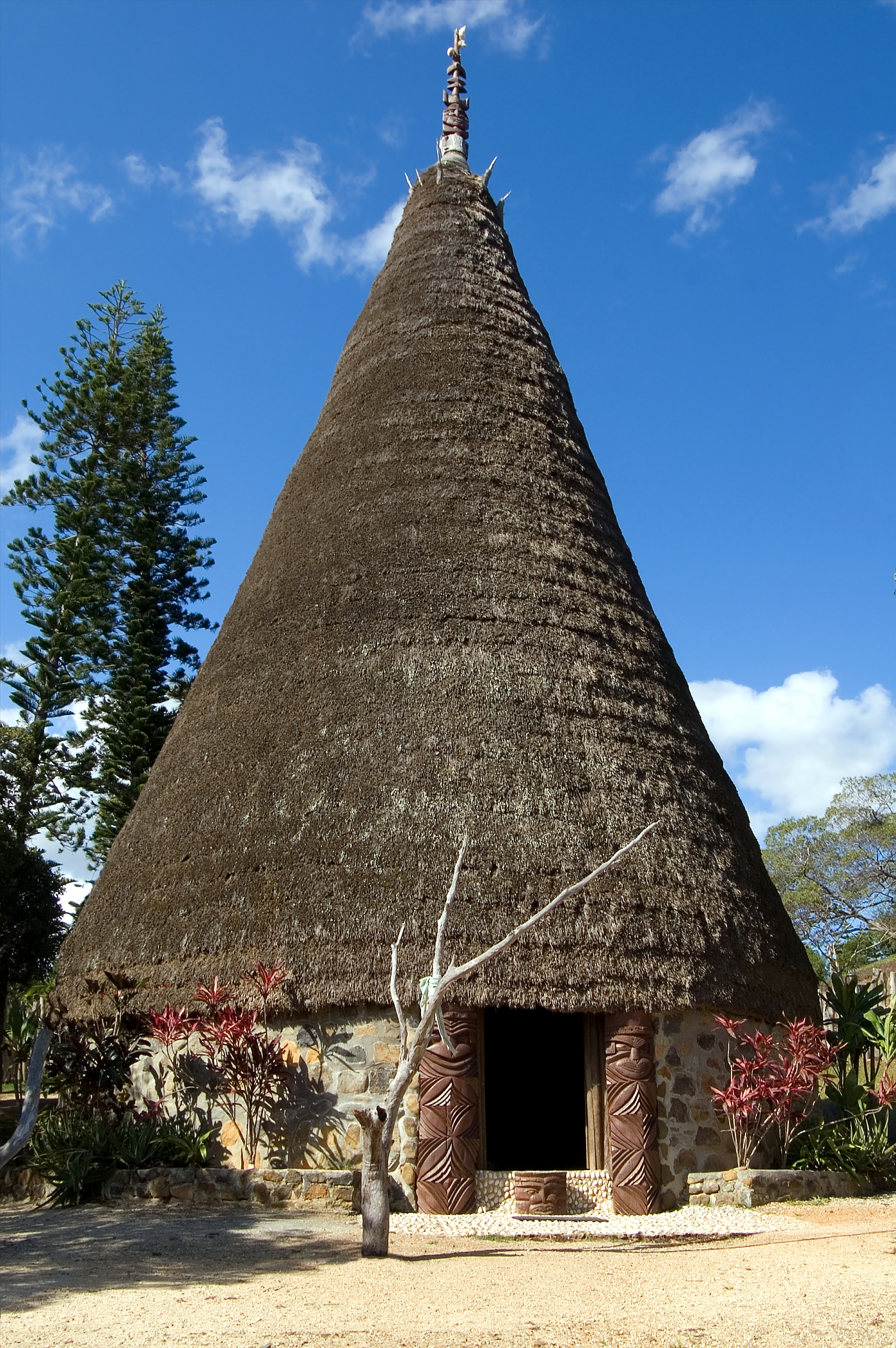
Traditionelles Haus der Kanak im Tjibaou-Kulturzentrum
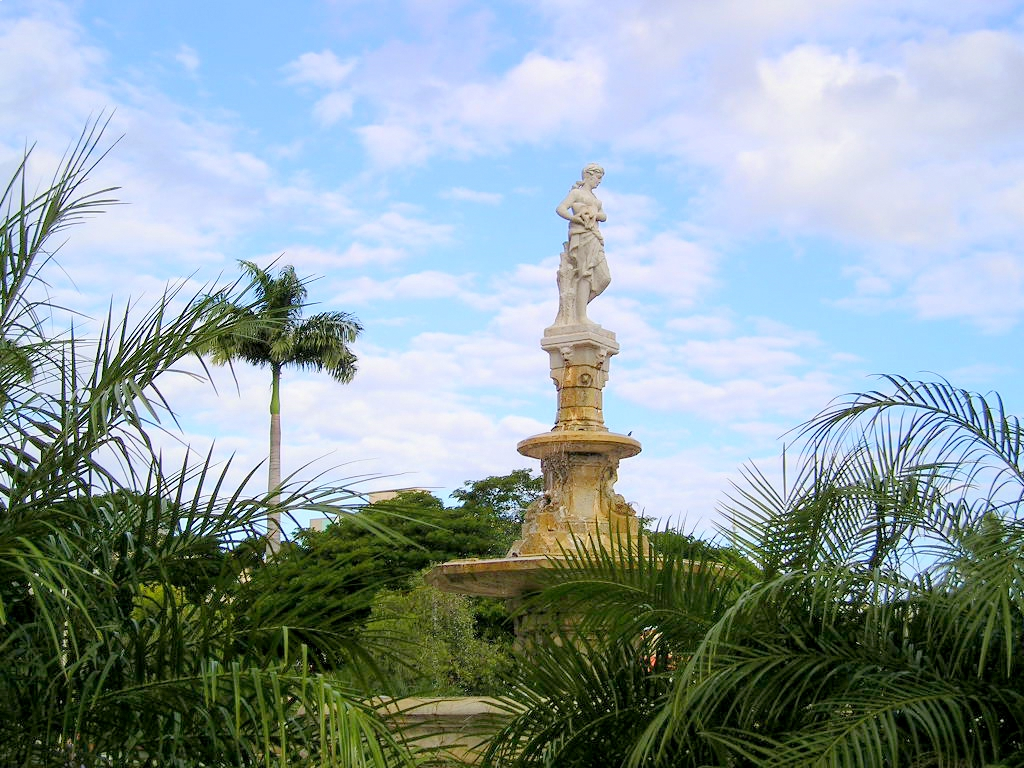
Fontaine Céleste, auf dem „Place des Cocotiers“ (Nouméa)
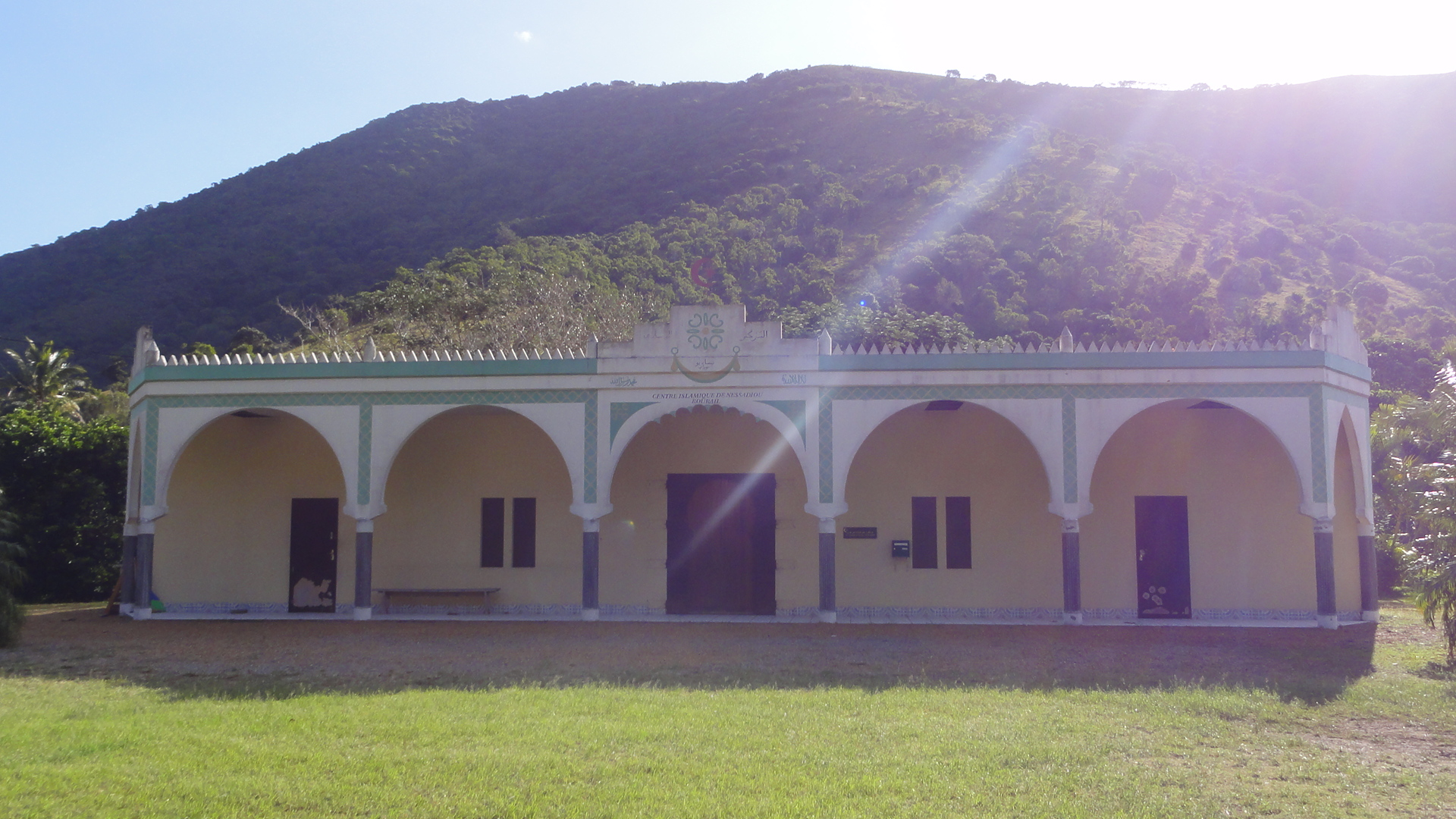
Islamisches Kulturzentrum in Bourail
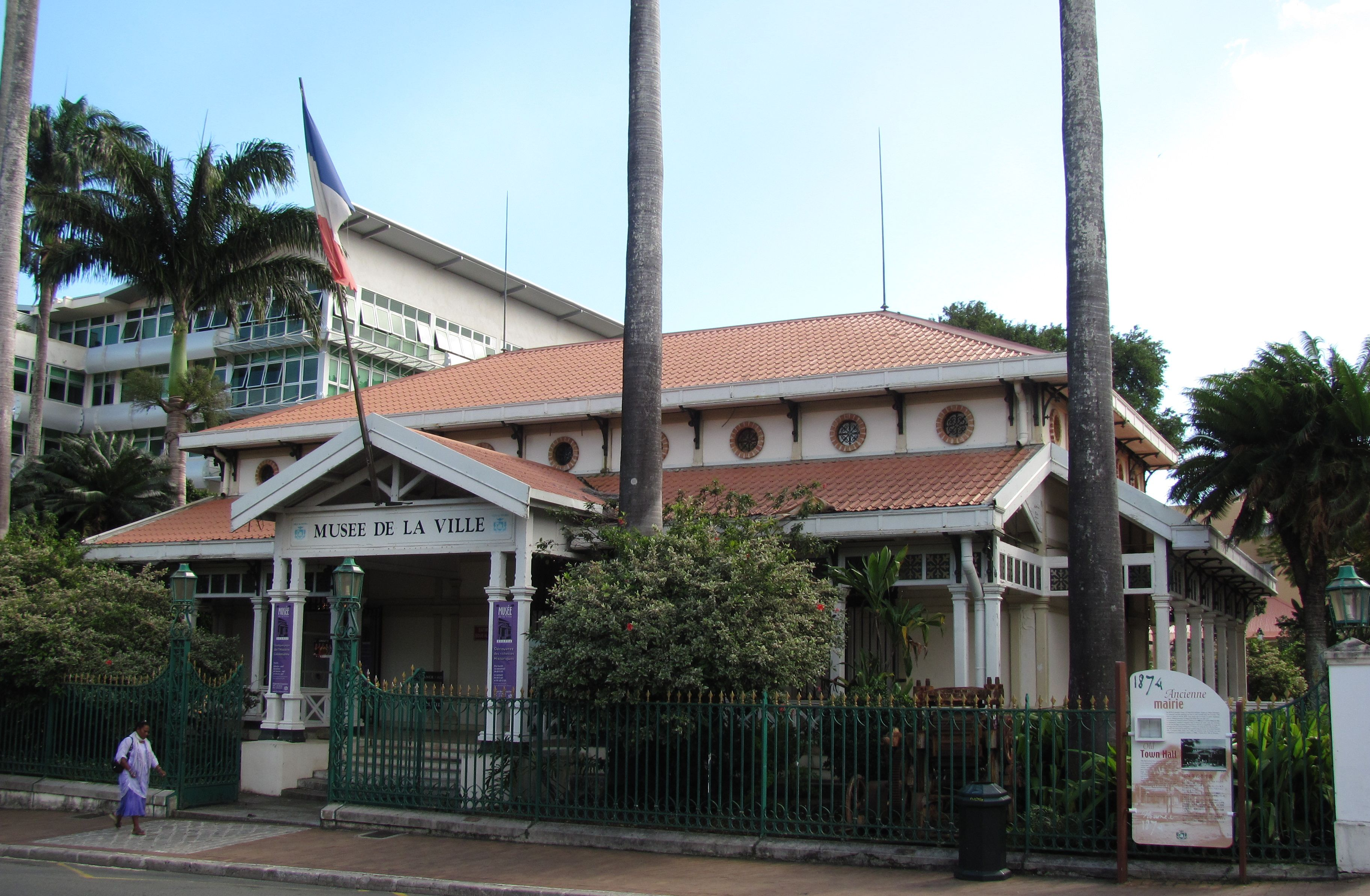
Das städtische Museum von Nouméa
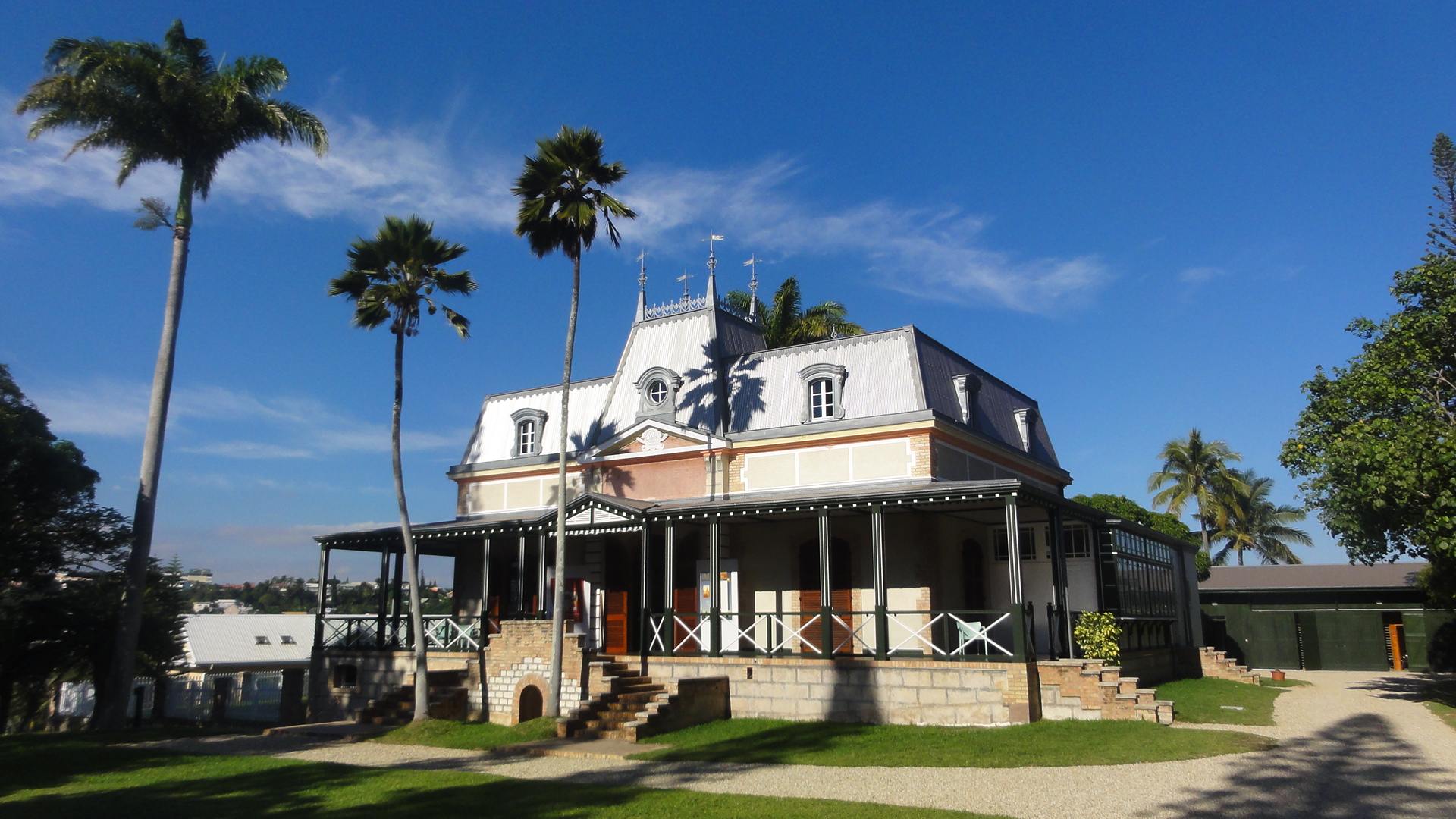
Das Kulturzentrum Château Hagen in Nouméa
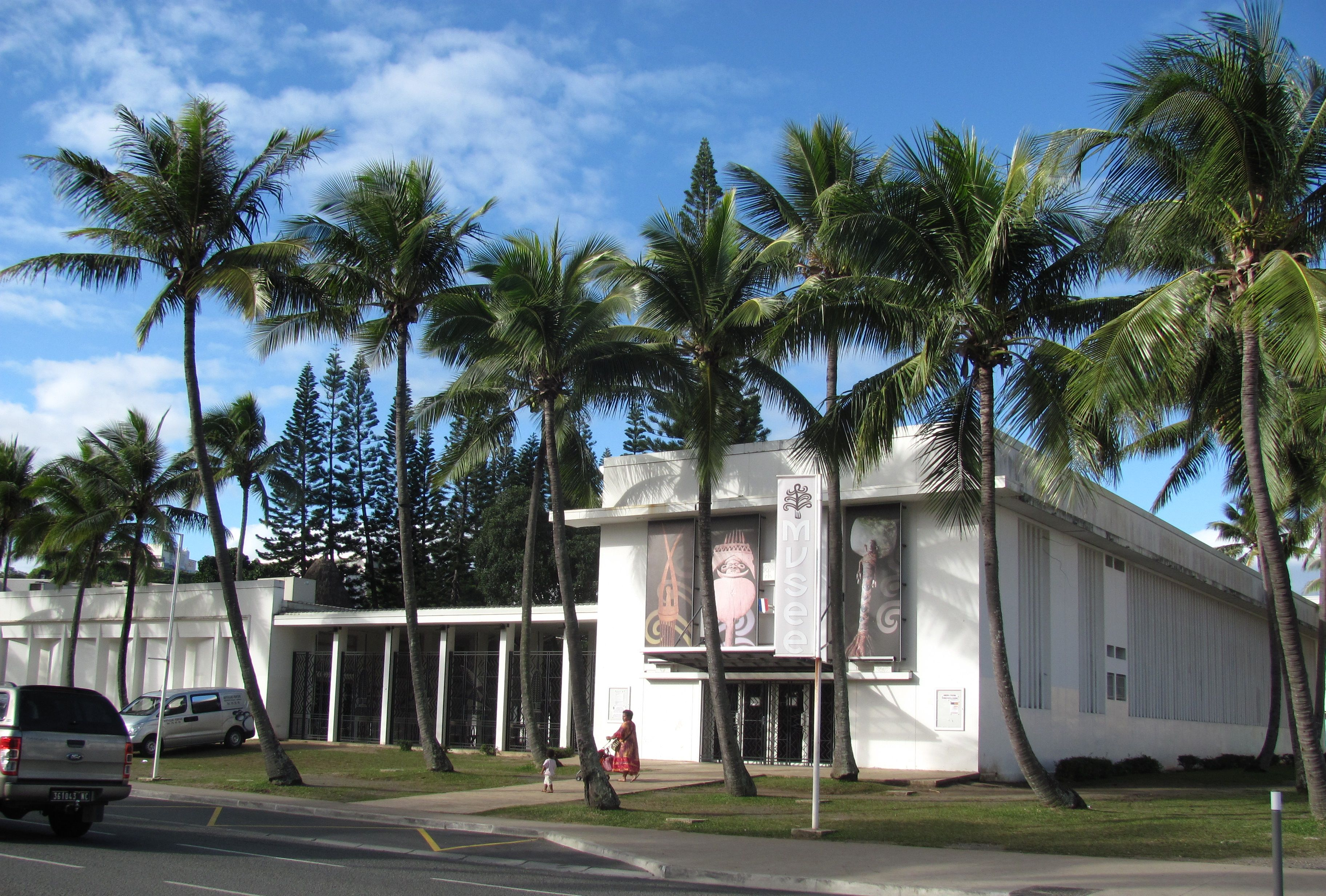
Das Museum von Neukaledonien ebenfalls in Nouméa
Neukaledonische Türstockverzierung

Zu den kulturellen Veranstaltungen mit überregionaler Bedeutung zählen der Karneval von Nouméa, die Cowboy-Feste von Bourail und Païta, die Fête de l'omelette géante (Riesenomelett-Fest) in Dumbéa und die Fête du Ver de Bancoule (Nussbaumwurm-Fest) in Farino.

## Sport

Logo der Pazifikspiele 2011

Neukaledonien ist der bisher erfolgreichste Teilnehmer bei den Pazifikspielen. Nouméa, die Hauptstadt Neukaledoniens, war Ausrichter der Pazifikspiele 2011, die unter dem Motto Pacific Attitude (Pazifische Einstellung) abgehalten wurden. Dies waren nach 1966 und 1987 die dritten in Neukaledonien ausgetragenen Pazifikspiele.
Im Jahr 1980 war Neukaledonien Veranstalter der Fußball-Ozeanienmeisterschaft der Herren sowie 1983 der ersten Fußball-Ozeanienmeisterschaft der Frauen. Seit 1950 wird eine Fußballmeisterschaft im Ligasystem ausgespielt, zudem seit 1954 der nationale Fußball-Pokalwettbewerb Coupe de Nouvelle-Calédonie de football. Der Gewinner dieses Wettbewerbs nimmt im darauffolgenden Jahr am französischen Pokal teil.
Auch 7er-Rugby hat in Neukaledonien einen erheblichen Stellenwert. In den Pazifikspielen 2011 erreichte das Team der Männer den sechsten Platz und 2015 den vierten, das Team der Frauen war noch erfolgreicher und wurde 2011 und 2015 Vierter.
Das neukaledonische Handball-Team gewann 2008 in Wellington, Neuseeland, im Finale gegen das Team aus Australien die Handball-Ozeanienmeisterschaft.

## Naturkatastrophen und Epidemien

### Spanische Grippe
Die weltweit verbreitete Spanische Grippe 1918–1919 konnte durch rigorose Quarantänemaßnahmen in Neukaledonien als einzige französische Kolonie verhindert werden. Bereits vor ihrem Ausbruch mussten sich alle Neuankömmlinge auf der Îlot Freycinet für zehn Tage in Quarantäne begeben, bevor sie auf das Festland weiterreisen durften.

### Zyklon Erica
Der Zyklon Erica richtete im März 2003 große Schäden auf der ganzen Insel an.

### COVID-19-Pandemie
Aufgrund der Pandemie wurden die kommerziellen Flüge von und nach Neukaledonien von März 2020 bis zum 21. Dezember 2021 ausgesetzt. Am 22. Dezember 2021 wurde „mit großer Wahrscheinlichkeit“ die ersten zwei Fälle der Omikron-Variante bei eingereisten Flugpassagieren entdeckt. Bis zum Spätsommer des zweiten Jahres der COVID-19-Pandemie wurden der WHO insgesamt weniger als 200 Infektionsfälle gemeldet – am 9. September 2021 waren es 152 Fälle, am Folgetag schon 253. Eine Woche später, also am 17. September 2021, hatte sich die Zahl der kumulierten Infektionsfälle mit 2460 mehr als verzehnfacht. Nur fünf Tage später hatte sich die Zahl mit 4396 Infektionsfällen gegenüber den 9./10. September rund verzwanzigfacht. Am 10. September wurde der WHO der erste Todesfall gemeldet. Es folgte ein ähnlich rapider Anstieg wie bei den Neuinfektionen.

## Dokumentarfilme
- Cyril Barbançon, Julien Rocher: Neukaledonien. Tauchen und Tabus. Dokumentation, Frankreich 2004, 55 min.
- Marion von Haaren: Neukaledonien. Frankreichs Juwel in der Südsee. Dokumentation, Deutschland 2006, 45 min.
- Marion von Haaren: Neukaledonien. Frankreichs Inselparadies im Pazifik. Dokumentation, Deutschland 2006, 30 min.
- Charles-Antoine de Rouvre: Trauminsel Neukaledonien. Dokumentation, 30 min.
- Mathieu Kassovitz: Rebellion Spielfilm, Frankreich 2011, 136 min.